# Liste der Dreitausender in den Berner Alpen
Die Liste der Dreitausender in den Berner Alpen verzeichnet die Berggipfel im Massiv der Berner Alpen in der Schweiz mit einer Höhe von 3000 m ü. M. bis 3999 m ü. M.
Der hochalpine Abschnitt dieser Gebirgsgruppe der Alpen, der von einigen Viertausendern dominiert wird und ausserdem viele Gletscher und darunter mit dem Grossen Aletschgletscher das grösste Eisfeld der Alpen umfasst, ist als UNESCO-Weltnaturerbe «Schweizer Alpen Jungfrau-Aletsch» ausgezeichnet. In diesem Landschaftsschutzgebiet liegen die meisten Dreitausender der Berner Alpen.

## Geographie

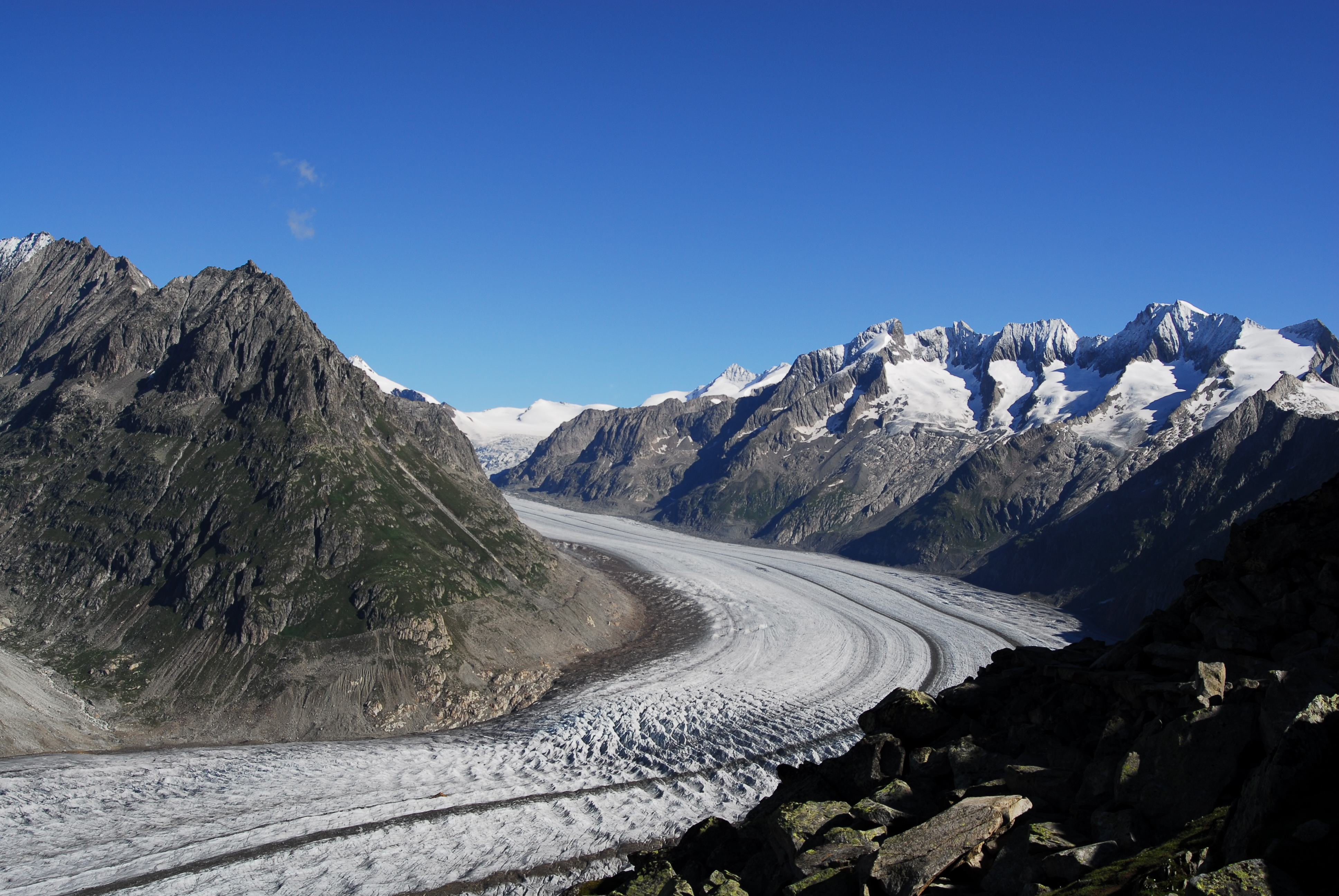
Der Grosse Aletschgletscher umgeben von mehreren Bergen mit über 3000 m Höhe

Bei der Einteilung der Alpen in Gebirgsgruppen wird manchmal zwischen dem Massiv der Berner Alpen im engeren Sinne und der Gebirgsgruppe der Berner Alpen im weiteren Sinne unterschieden. Letztere enthalten neben den Berner Alpen noch die Urner Alpen und die Waadtländer Alpen sowie die Berner Voralpen. Dieser Artikel berücksichtigt das Areal der Berner Alpen im engeren Sinne mit weiten Berglandschaften in den Kantonen Bern und Wallis. Dazu gehören mehrere Massive, die im Süden vom obersten Flussabschnitt der Rhone im Kanton Wallis bis zur Morge, im Nordosten von der Gebirgsstrecke der Aare im Haslital und bis zum Thunersee sowie im Nordwesten von den Flüssen Simme und Saane begrenzt werden.
Während die Urner Alpen östlich der Berner Alpen ebenfalls zahlreiche Berge aufweisen, die höher als 3000 m ü. M. sind (Liste der Dreitausender in den Urner Alpen), ist das Gebirge in den Waadtländer Alpen etwas weniger hoch; dort gibt es nur drei Berge dieser Kategorie (Oldenhorn, Les Diablerets, Grand Muveran); der Gipfel des markanten Bergstocks Dents de Morcles am südöstlichen Ende der ganzen Berggruppe hat eine Höhe von 2969 m ü. M.
Über den zentralen Gipfelkamm der Berner Alpen verläuft eine Europäische Hauptwasserscheide zwischen den Flussgebieten des Rheins und der Rhone. Der höchsten Linie in der Bergkette folgt im Allgemeinen auch die Kantonsgrenze zwischen Bern und dem Wallis. In den Berner Alpen (im engeren Sinne) verläuft der Abschnitt der Wasserscheide vom Grimselpass (2164 m ü. M.) im Nordosten bis zum Sanetschpass (2252 m ü. M.) im Südosten. Im Bergmassiv befindet sich eine Gruppe von Viertausendern mit dem Finsteraarhorn (4274 m ü. M.) als dem höchsten Gipfel der Berner Alpen. Die Viertausender sind von einer grossen Zahl weniger hoher, teils für den Alpinismus und den Tourismus ebenfalls sehr bedeutender Berge im Bereich der Dreitausender und der Zweitausender begleitet. Viele markante und prominente Erhebungen mit einer Gipfelhöhe von weniger als 3000 m ü. M. haben für die Geografie der Berner Alpen eine grosse Bedeutung als eigenständige Berge und bekannte Reiseziele, die teilweise mit Bergbahnen erschlossen sind. Von den Dreitausendern der Berner Alpen ist nur der Bergstock Sphinx auf dem Jungfraujoch direkt mit einer Bergbahn erreichbar.

## Dominanz und Schartenhöhe
Die Liste verzeichnet Berge mit ganz unterschiedlichen Positionen innerhalb ihrer topographischen Umgebung. Neben auffälligen und markanten Bergen, die einen Gebirgsabschnitt als einzelne Gestalten dominieren, gibt es viele Erhebungen, die sich neben höheren Bergen oder innerhalb einer Bergkette verhältnismässig wenig abheben. Die Schartenhöhe dient zur Definition kleinerer Berge in Bezug auf die Hauptgipfel. Auf den langgezogenen Bergketten der Berner Alpen finden sich zahlreiche bekannte, landschaftlich prägende Dreitausender mit einer geringen Schartenhöhe, die wegen ihrer topographischen oder alpinistischen Bedeutung ebenfalls in die Liste aufgenommen wurden.
Durch eine Schartenhöhe von mindestens 30 m werden nach Eberhard Jurgalski «kleine Nebengipfel» definiert, durch eine Schartenhöhe von mindestens 60 m  «grosse Nebengipfel». Gipfel mit einer Schartenhöhe von mindestens 90 m werden von Jurgalski als «relativ selbstständige Hauptgipfel» bezeichnet, Gipfel mit einer Schartenhöhe von mindestens 180 m als «grosse Hauptgipfel» (oder «Nebenberge») und solche mit mindestens 300 m Schartenhöhe als «Berge».

## Legende
- Bild: Abbildung des Berggipfels so weit vorhanden
- Gipfel: Name des Berggipfels
- Höhe: Höhe des Berges in Meter über Meer. Die Daten basieren auf der Landeskarte der Schweiz.[3][4]
- Lage: Lage des Berges im Kanton Bern, im Kanton Wallis oder auf der Kantonsgrenze sowie Koordinaten des Gipfels
- Dominanz: Die Dominanz beschreibt den Radius des Gebietes, das der Berg überragt. Angegeben in Kilometern mit Bezugspunkt.
- Schartenhöhe: Die Schartenhöhe ist die Höhendifferenz zwischen der Gipfelhöhe und der höchstgelegenen Einschartung, bis zu der man mindestens absteigen muss, um einen höheren Gipfel zu erreichen. Angegeben in Metern mit Bezug zum nächsthöheren Berg.
- Bemerkungen: Hinweise zu Namengebung, Lage, Dominanz usw.
- C: Weitere Bilder, Daten

Anmerkungen:

«Schartenhöhe in Metern» wird gegebenenfalls mit SH abgekürzt.

Alle Gipfel mit einer Höhe über 3500 m und einer Schartenhöhe über 50 m sind gelistet. Viele Gipfel mit einer Höhe unter 3500 m und einer Schartenhöhe über 50 m sind lediglich in der Spalte «Bemerkungen» aufgeführt.

Diese Liste erhebt den Anspruch auf Vollständigkeit für Gipfel mit einer Schartenhöhe über 40 m, seien sie gelistet oder in der Spalte «Bemerkungen» aufgeführt. Von den zwölf Fusshörnern können bis zu sechs Gipfel eine Schartenhöhe über 40 m haben.

## Liste der Dreitausender
| Bild | Gipfel                                        | Höhe [m] | Lage                                     | Dominanz                          | Scharte [m]                                                                      | Bemerkungen | C               |
| --- | --------------------------------------------- | -------- | ---------------------------------------- | --------------------------------- | -------------------------------------------------------------------------------- | --- | --------------- |
| Gletscherhorn vom Jungfraujoch aus gesehen. Links der Kranzberg Nordgipfel, rechts das Louwihorn. | Gletscherhorn                                 | 3982     | Grenze Bern / Wallis 46° 31′ N, 7° 58′ O | 2,47 km → Jungfrau                | 355 ↓ Firnsattel südwestlich vom Louwitor                                        | Besonderheit: Der Gipfelbereich besteht aus drei fast gleich hohen Gendarmen. Neben dem höchsten, östlichen Gendarm gibt es noch den mittleren und den westlichen Gendarm. Südöstlich des Gletscherhorns liegt der von Gletschern umflossene Felsturm Pt. 3416 m (SH ca. 55).                                                                                            |                 |
| In der Bildmitte das Rottalhorn. Links davon der Firnbuckel Louwihorn, rechts die Jungfrau. | Rottalhorn                                    | 3971     | Bern / Wallis 46° 32′ N, 7° 58′ O        | 0,5 km → Jungfrau                 | 91 ↓ Rottalsattel                                                                | | Datei hochladen |
| | Eiger                                         | 3967     | Bern 46° 35′ N, 8° 0′ O                  | 2,21 km → Mönch                   | 361 ↓ Nördliches Eigerjoch                                                       | |                 |
| Äbni Flue von Norden, von der Jungfrau. Rechts davon das Mittaghorn, über diesem das Bietschhorn. | Äbni Flue                                     | 3961     | Bern / Wallis 46° 30′ N, 7° 57′ O        | 1,2 km → Gletscherhorn            | 201 ↓ Gletscherjoch                                                              | Anderer Name: Ebnefluh. Der südöstliche Vorgipfel ist 3944 m hoch (SH ca. 21). Im Südostgrat liegen folgende Gipfel: Pt. 3717 m (SH ca. 32), Pt. 3603 m (SH ca. 40), Pt. 3542 m (SH ca. 30), Pt. 3463 m (SH ca. 65). Im unteren OSO-Grat liegt der Gratgipfel Pt. 3366 m (SH ca. 45).                                                                                    |                 |
| v. l. n. r. Fieschergrat, Agassizhorn und Finsteraarhorn | Agassizhorn                                   | 3947     | Bern / Wallis 46° 33′ N, 8° 7′ O         | 1,38 km → Finsteraarhorn          | 200 ↓ Agassizjoch                                                                | Benannt nach dem Naturforscher Louis Agassiz. |                 |
| | Bietschhorn                                   | 3934     | Wallis 46° 23′ N, 7° 51′ O               | 13,4 km → Aletschhorn             | 807 ↓ Beichpass                                                                  | Unter den vielen Gendarmen in der Südostflanke sticht der Pt. 3782 m (SH ca. 35) hervor. |                 |
| Mittig der Trugberg. Links der Mönch, rechts der Eiger. | Trugberg                                      | 3932     | Wallis 46° 33′ N, 8° 1′ O                | 1,7 km → Mönch                    | 308 ↓ Oberes Mönchsjoch                                                          | Lage: Zwischen dem Jungfraufirn und dem Ewigschneefeld. Auf dem Gipfelgrat des Trugbergs liegen neben dem Hauptgipfel noch sechs weitere Gipfel mit einer Höhe von 3860 m bis 3930 m, von denen der südliche Vorgipfel der ausgeprägteste ist (ca. 3930 m/SH ca. 28). Der vorgelagerte Nordgipfel ist 3849 m hoch (SH ca. 28).                                           |                 |
| Links die Fiescherhörner. In der Mitte Kleines und Grosses Grünhorn, rechts das Grünegghorn. | Kleines Grünhorn                              | 3912     | Wallis 46° 32′ N, 8° 4′ O                | 0,5 km → Grosses Grünhorn         | 60 ca. ↓ Scharte zum Grossen Grünhorn                                            | | Datei hochladen |
| Schönbühlhorn, Gross Wannenhorn und Klein Wannenhorn (v. l. n. r.) aus Südwesten | Grosses Wannenhorn                            | 3906     | Wallis 46° 30′ N, 8° 6′ O                | 4,26 km → Grosses Grünhorn        | 636 ↓ Grünhornlücke                                                              | Das Grosse Wannenhorn besitzt noch einen südlichen Vorgipfel (3898 m/SH ca. 14). |                 |
| Kleines Fiescherhorn (links), Hinteres und Grosses Fiescherhorn | Kleines Fiescherhorn                          | 3895     | Bern / Wallis 46° 33′ N, 8° 5′ O         | 1,1 km → Hinteres Fiescherhorn    | 76 ↓ Firnsattel zum Grossen Fiescherhorn an der Kante des Walliser Fiescherfirns | Auch Ochs genannt. Das Kleine Fiescherhorn besitzt noch einen schnittigen Südostgipfel (3825 m/SH ca. 33). Auf dem Nordgrat liegt der relativ eigenständige Gipfel Pt. 3344 m (SH ca. 70). |                 |
| Mittaghorn. Das Wildhorn ist der auffällige dunkle Felsen im unteren rechten Bildbereich. | Mittaghorn                                    | 3893     | Bern / Wallis 46° 30′ N, 7° 56′ O        | 1,9 km → Äbni Flue                | 197 ↓ Äbni-Flue-Joch                                                             | Im Nordwesten vorgelagert liegt der Felsgipfel Wildhorn (3046 m/SH ca. 20). Der Südgrat des Mittaghorns setzt sich südlich des Anujochs im Anungrat fort. |                 |
| v. l. n. r. Fülbärg (niedriger), Grosses Grünhorn (im Hintergrund), Chamm, Fiescher Gabelhorn, Schönbühlhorn und Grosses Wannenhorn | Fiescher Gabelhorn                            | 3876     | Wallis 46° 30′ N, 8° 5′ O                | 1,3 km → Grosses Wannenhorn       | 155 ↓ Sattel am Nordwestgrat des Grossen Wannenhorns                             | Der tiefste Punkt zwischen Fiescher Gabelhorn und Grossem Wannenhorn ist nicht (mehr) das Schönbühljoch, sondern der Firnsattel unmittelbar vor dem Steilaufschwung des Grossen Wannenhorns. | Datei hochladen |
| Die beiden Felsspitzen in der Bildmitte sind der Chamm (links) und das Fiescher Gabelhorn (rechts dahinter), Blickrichtung aus Westen. Links und tiefer gelegen der Wyssnollen. Rechts im Bild das Schönbühlhorn. | Chamm                                         | 3865     | Wallis 46° 30′ N, 8° 5′ O                | 0,4 km → Fiescher Gabelhorn       | 101 ↓ Chammjoch                                                                  | Lage: Auf dem Westgrat des Fiescher Gabelhorns. | Datei hochladen |
| Links die Fiescherhörner. In der Mitte Kleines und Grosses Grünhorn, rechts das Grünegghorn. | Grünegghorn                                   | 3863     | Wallis 46° 32′ N, 8° 4′ O                |                                   | 72 ca. ↓ Firnsattel zum Grossen Grünhorn                                         | Am südlichen Ende des Südostgrates liegt der Nebengipfel Grünhörnli (3596 m/SH ca. 22). | Datei hochladen |
| | Schönbühlhorn                                 | 3854     | Wallis 46° 30′ N, 8° 5′ O                |                                   | 92 ↓ Gabelhornsattel                                                             | An der Südflanke: Schönbühlgletscher | Datei hochladen |
| Hinten von links Nesthorn, Gredetschhorli und Lötschentaler Breithorn. Im Vordergrund die Lonzahörner. | Nesthorn                                      | 3820     | Wallis 46° 25′ N, 7° 56′ O               |                                   | 658 ↓ Baltschiederjoch                                                           | Das Nesthorn besitzt noch einen westlichen Firnschultergipfel (3715 m/SH ca. 22), eine schroffe nördliche Gratschneide (3439 m/SH ca. 35) und einen spitzen unteren Nordturm (3166 m/SH ca. 40). |                 |
| In der Bildmitte das Aletschhorn von Nordosten. Links davon und etwas tiefer gelegen der Gipfel des Dreieckhorns. | Dreieckhorn                                   | 3811     | Wallis 46° 29′ N, 8° 1′ O                | 1,7 km → Aletschhorn              | 192 ↓ Aletschjoch                                                                | Bergstock im Südwesten über dem Zusammenfluss des Grossen Aletschfirns zum Grossen Aletschgletscher im Konkordiaplatz. |                 |
| | Schinhorn                                     | 3796     | Wallis 46° 27′ N, 7° 57′ O               | 3,3 km → Aletschhorn              | 422 ↓ Sattellicka                                                                | Das Schinhorn hat einen scharf abgegrenzten, relativ selbstständigen Südwestgipfel (3657 m) mit einer Schartenhöhe von ca. 50 m. |                 |
| v. l. n. r. Östliches und Westliches Lonzahorn, Lötschentaler Breithorn und Bietschhorn (im Hintergrund). Die Gletscherspitze ist der dunkle Turm rechts unterhalb des Breithorns, rechts des oberen Endes des Dischliggletschers. | Breithorn (Lötschental)                       | 3784     | Wallis 46° 25′ N, 7° 54′ O               | 4,2 km → Bietschhorn              | 282 ↓ Gredetschjoch                                                              | Lage: Über der höchsten Firnfläche des Beichgletschers. Das Lötschentaler Breithorn besitzt einen kaum niedrigeren Südostgipfel (3779 m/SH ca. 26). |                 |
| Lauterbrunner Breithorn, von Mürren aus gesehen. Ganz links der Zuckerstock, daneben die Ostschulter Pt. 3470 m. | Breithorn (Lauterbrunnen)                     | 3780     | Bern/Wallis 46° 29′ N, 7° 53′ O          |                                   | 464 ↓ Schmadrijoch                                                               | Die Ostschulter ist 3470 m hoch (SH ca. 50). |                 |
| In der Bildmitte das Rottalhorn. Links davon der Firnbuckel Louwihorn, rechts die Jungfrau. | Louwihorn                                     | 3776     | Bern/Wallis 46° 32′ N, 7° 58′ O          |                                   | 66 ↓ Scharte zum Rottalhorn                                                      | | Datei hochladen |
| Grosshorn, von Lauterbrunnen gesehen. Der Westgratgendarm rechts vom Hauptgipfelaufbau ist vor allem in der Vergrösserung sehr gut zu sehen. | Grosshorn                                     | 3754     | Bern/Wallis 46° 29′ N, 7° 55′ O          |                                   | 194 ↓ Grossjoch                                                                  | Der freistehende Westgratgendarm ist ca. 3700 m hoch (SH ca. 25). |                 |
| v. l. n. r. Fieschergrat, Agassizhorn und Finsteraarhorn | Fieschergrat                                  | 3752     | Bern/Wallis 46° 33′ N, 8° 5′ O           | 0,6 km → Kleines Fiescherhorn     | 56 ↓ Fiescherjoch                                                                | Der Fieschergrat verbindet das Grosse Fiescherhorn mit dem Agassizhorn. |                 |
| Das Kleine Aletschhorn ist der Firnschultergipfel links vom Aletschhorn | Kleines Aletschhorn                           | 3745     | Wallis 46° 28′ N, 7° 59′ O               |                                   | 52 ↓ Firnsattel zum Aletschhorn                                                  | | Datei hochladen |
| v. l. n. r. Sattelhorn, Aletschhorn und Schinhorn. Das Distlighorn ist die dunkle Gratschneide links vom Schinhorngipfel. Rechts vom Schinhorngipfel der Gratkopf Pt. 3657 m. | Sattelhorn                                    | 3744     | Wallis 46° 28′ N, 7° 58′ O               | 0,9 km → Kleines Aletschhorn      | 126 ↓ Scharte zum Kleinen Aletschhorn                                            | Lage: südlich der Lötschenlücke | Datei hochladen |
| Das Aletschorn, gesehen vom Mönch aus. Im Vordergrund links der Kranzberg Südgipfel und rechts der Kranzberg Nordgipfel. | Kranzberg Nordgipfel                          | 3741     | Wallis 46° 31′ N, 7° 59′ O               | 0,7 km → Louwihorn                | 83 ↓ Louwitor                                                                    | |                 |
| Im unteren Bildzentrum der Drietschgletscher. Darüber v. l. n. r. Grosses Fusshorn, Rotstock und Geisshorn. Der kleine Firnaufschwung rechts vom Geisshorn ist dessen Nordostgipfel Sattelhorn. Der Drietschgletscher wird links von den Fusshörnern und rechts vom Geissgrat begrenzt. In der oberen Bildmitte thront das Aletschhorn. | Geisshorn                                     | 3740     | Wallis 46° 26′ N, 8° 0′ O                | 2,0 km → Aletschhorn              | 158 ↓ Geisslücke                                                                 | Bemerkenswert: Der über 2 km lange, nach Südosten ziehende Geissgrat (3520 m bis 2810 m) zwischen Drietsch- und Zenbächengletscher. | Datei hochladen |
| | Kleines Lauteraarhorn                         | 3738     | Bern 46° 35′ N, 8° 8′ O                  | 0,4 km → Lauteraarhorn            | 117 ↓ Scharte zum Lauteraarhorn                                                  | Der nur wenige Meter niedrigere, doppelgipflige Südturm ist durch eine ca. 45 m tiefe Scharte abgetrennt. Südöstlich im Grat zum Hugihorn finden sich noch drei weitere markante Türme: der Turm Pt. 3648 m (SH ca. 45) und der Doppelturm Pt. 3626 m (SH ca. 45). | Datei hochladen |
| Vor dem Aletschhorn v. l. n. r. Grosses Fusshorn, Rotstock, Geisshorn und der Firngipfel Sattelhorn. | Sattelhorn (Geisshorn-Nordostgipfel)          | 3724     | Wallis 46° 27′ N, 8° 0′ O                |                                   | 48 ca. ↓ Firnsattel zum Geisshorn                                                | Nach Norden hin verläuft eine markante Gratschneide zum Nordgipfel (3675 m/SH ca. 35). |                 |
| v. l. n. r. Sattelhorn, Aletschhorn und Schinhorn. Das Distlighorn ist die dunkle Gratschneide links vom Schinhorngipfel. Rechts vom Schinhorngipfel der Gratkopf Pt. 3657 m. | Distlighorn                                   | 3716     | Wallis 46° 27′ N, 7° 57′ O               |                                   | 49 ↓ Scharte zum Schinhorn                                                       | Nordnordöstlicher Nebengipfel des Schinhorns. Auf dem Grat zum Sattelhorn findet sich der auffällige Nordostgipfel (3572 m/SH ca. 40) | Datei hochladen |
| Links mittig die Lötschenlücke, rechts davon der Äbeni Flue-Firn. An dessen hinterer Begrenzung von links: Pt. 3498 m, Anuchnubel und Oberer Anungrat. Im Vordergrund rechts, zwischen Äbeni Flue-Firn und Gletscherhornfirn gelegen, die Äbni Flue-Ostgratgipfel Pt. 3463 m, Pt. 3542 m und Pt. 3603 m. Vorgelagert der Ostsüdostgratgipfel Pt. 3366 m. | Oberer Anungrat                               | 3713     | Wallis 46° 29′ N, 7° 56′ O               | 0,9 km → Mittaghorn               | 89 ↓ Anujoch                                                                     | Nördlich liegen der nördliche Vorgipfel (3702 m/SH ca. 10) und der Nordgipfel (ca. 3665 m/SH ca. 25), und im Südostgrat der Gipfel Pt. 3603 (SH ca. 30). Südlich und weit unten findet sich der ausgeprägte Grat «Chrumme Rigg» (3328 m/SH ca. 35). |                 |
| Schönbühlhorn, Gross Wannenhorn und Klein Wannenhorn (v. l. n. r.) aus Südwesten | Kleines Wannenhorn                            | 3707     | Wallis 46° 29′ N, 8° 6′ O                |                                   | 38 ↓ Wannenhornsattel                                                            | | Datei hochladen |
| Silberhorn (Mitte); rechts: Goldenhorn; am linken Bildrand: Chlys Silberhoren; dahinter das Silbergrätli, welches zur Wengen-Jungfrau führt | Silberhorn                                    | 3704     | Bern 46° 32′ N, 7° 57′ O                 |                                   | 67 ↓ Silberlicka                                                                 | |                 |
| Die Wetterhörner von den Planplatten aus gesehen. V. l. n. r. Rosenhorn, Mittelhorn und Wetterhorn. Rechts des Wetterhorns, durch das markante Couloir abgetrennt, das Scheideggwetterhorn. | Mittelhorn                                    | 3702     | Bern 46° 38′ N, 8° 7′ O                  |                                   | 578 ↓ Lauteraarsattel                                                            | Hauptgipfel der Wetterhörner. Das Mittelhorn hat einen ausgeprägten Südostgipfel (3656 m/SH ca. 20). |                 |
| Im unteren Bildzentrum der Drietschgletscher. Darüber v. l. n. r. Grosses Fusshorn, Rotstock und Geisshorn. Der kleine Firnaufschwung rechts vom Geisshorn ist dessen Nordostgipfel Sattelhorn. Der Drietschgletscher wird links von den Fusshörnern und rechts vom Geissgrat begrenzt. In der oberen Bildmitte thront das Aletschhorn. | Rotstock                                      | 3699     | Wallis 46° 26′ N, 8° 0′ O                |                                   | 118 ↓ Scharte zum Geisshorn                                                      | Nördlich steht der relativ eigenständige Nordgipfel, auch als Skigipfel benannt (3673 m/SH ca. 38). | Datei hochladen |
| | Balmhorn                                      | 3697     | Bern / Wallis 46° 25′ N, 7° 42′ O        |                                   | 1020 ↓ Lötschepass                                                               | Ausschliesslich auf der Schweizer Landeskarte 1:10'000 findet sich der Eintrag 3690 m. Der Westgipfel ist 3667 m hoch (SH ca. 16). Auf dem Grat zum Altels liegt der felsige Zwischengipfel Pt. 3558 m (SH ca. 28). |                 |
| Walcherhorn in der Bildmitte und im Vordergrund. Rechts davon das Grosse Fiescherhorn. Links im Hintergrund Schreckhorn und Lauteraarhorn. | Walcherhorn                                   | 3692     | Bern / Wallis 46° 34′ N, 8° 2′ O         | 1,2 km → Grosses Fiescherhorn     | 88 ↓ Firnsattel zum Grossen Fiescherhorn auf dem Walchergrat                     | Lage: Zwischen dem Mönch und dem Grossen Fiescherhorn. |                 |
| | Wetterhorn                                    | 3690     | Bern 46° 38′ N, 8° 7′ O                  | 0,75 km → Mittelhorn              | 211 ↓ Wettersattel                                                               | Vom Tal bei Grindelwald aus ist das Wetterhorn als prominenter Gipfel des Bergmassivs südlich der Grossen Scheidegg zu sehen, während der eigentliche Hauptgipfel der Wetterhörner in Wirklichkeit das Mittelhorn (3702 m) ist. |                 |
| | Rosenhorn                                     | 3689     | Bern 46° 38′ N, 8° 8′ O                  | 0,9 km → Mittelhorn               | 193 ↓ Scharte zum Mittelhorn                                                     | Lage: Ostgipfel der Wetterhörner. | Datei hochladen |
| Der Südgipfel des Kranzbergs (verschattet) vor dem Aletschhorn. Rechts, ebenfalls verschattet und abgeschnitten, der Nordgipfel des Kranzbergs. | Kranzberg (Südgipfel)                         | 3666     | Wallis 46° 31′ N, 8° 0′ O                |                                   | 130 ca. ↓ Firnsattel zum Kranzberg-Nordgipfel                                    | Der markante Südostgipfel erreicht die Höhe von 3611 m (SH ca. 26). Der Kranzberg Südgipfel ist ein über zwei Kilometer langer, nach Osten zum Konkordiaplatz abfallender Grat. |                 |
| Im Hauptkamm von links Firnschultergipfel Pt. 3537 m, darüber das Morgenhorn, Wyssi Frau, Blüemlisalphorn und das niedrigere Oeschinenhorn. Im Mittelgrund von links die Wildi Frau, Ufem Stock mit dem gut erkennbaren Doppelgipfel und das Blüemlisalp Rothorn. Im Vordergrund das Zallershore. | Blüemlisalphorn                               | 3660     | Bern 46° 29′ N, 7° 46′ O                 |                                   | 896 ↓ Tschingelpass                                                              | Hauptgipfel des Blüemlisalpmassivs, das ausserdem noch sechs benannte Nebengipfel aufweist. | Datei hochladen |
| Mitte links der Bärglistock. Unterhalb von dessen linker Gratschulter der Firnaufschwung des Ankenbällis. Die Scharte zum Bärglistock liegt, nicht sichtbar, dahinter. Rechts die hintereinander liegenden Wetterhörner. Blickrichtung aus OSO. | Bärglistock                                   | 3655     | Bern 46° 37′ N, 8° 8′ O                  |                                   | 223 ↓ Bärglijoch                                                                 | Der Berg ist durch das Bärglijoch (3432 m) von den Wetterhörnern und durch den tieferen Lauteraarsattel (3124 m) vom höheren, aber weiter entfernten Massiv des Schreckhorns (4078 m) getrennt. |                 |
| v. l. n. r. Breitlauihorn mit Tyfelsgrat, Lötschentaler Breithorn und Gredetschhorli aus Süden. Links der Üssre Baltschiedergletscher, rechts der Gredetschgletscher. | Breitlauihorn                                 | 3654     | Wallis 46° 25′ N, 7° 53′ O               |                                   | 87 ↓ Scharte zum Lötschentaler Breithorn                                         | Auf dem Grat zum Lötschentaler Breithorn steht der markante Gratzacken Tyfelsgrat (3622 m/SH ca. 40), und in dessen unterem Südostgrat der Turm Pt. 3348 (SH ca. 35). Im Südwesten liegt die Südwestschulter (3509 m/SH ca. 30), westlich des Breitlauijochs der Gipfel Pt. 3342 (SH 37), und zwischen diesem und der Älwe Rigg der Felsriegel Pt. 3352 m (SH ca. 67).   | Datei hochladen |
| Das Kleine Breithorn ist der spitze Felsturm mit der dunklen Spitze rechts des Breithorn-Westgrats. | Kleines Breithorn                             | 3654     | Wallis 46° 28′ N, 7° 53′ O               |                                   | 85 ca. ↓ Scharte zum Lauterbrunner Breithorn                                     | Eigens benannter südlicher Nebengipfel des Breithorns. |                 |
| Im Hauptkamm von links Firnschultergipfel Pt. 3537 m, darüber das Morgenhorn, Wyssi Frau, Blüemlisalphorn und das niedrigere Oeschinenhorn. Im Mittelgrund von links die Wildi Frau, Ufem Stock mit dem gut erkennbaren Doppelgipfel und das Blüemlisalp Rothorn. Im Vordergrund das Zallershore. | Wyssi Frau                                    | 3648     | Bern 46° 30′ N, 7° 47′ O                 |                                   | 120 ca. ↓ Scharte zum Blüemlisalphorn                                            | Höchster Nebengipfel im Blüemlisalpmassiv nach dem Hauptgipfel Blüemlisalphorn. |                 |
| | Hugihorn                                      | 3647     | Bern 46° 34′ N, 8° 9′ O                  |                                   | 82 ↓ Scharte zum Kleinen Lauteraarhorn                                           | Benannt nach dem Gebirgsforscher Franz Joseph Hugi. Auffällig die drei Gipfelgendarme, vgl. das Bild. |                 |
| v. l. n. r. Breitlauihorn mit Tyfelsgrat, Lötschentaler Breithorn und Gredetschhorli aus Süden. Links der Üssre Baltschiedergletscher, rechts der Gredetschgletscher. | Gredetschhorli                                | 3646     | Wallis 46° 25′ N, 7° 55′ O               | 0,6 km → Breithorn                | 120 ↓ Nordwestliche Scharte zum Lötschentaler Breithorn                          | Auf der Ostseite ist der Berg durch das Gredetschjoch (3502 m) vom Nesthorn getrennt. | Datei hochladen |
| Rechts das Aletschhorn, links das Dreieckhorn. Dessen Grat nach links folgend liegt das Kleine Dreieckhorn (das kleine spitze Türmchen). Im Mittelgrund der über 2 km lange Grat des Kranzberg Südgipfels. | Kleines Dreieckhorn                           | 3639     | Wallis 46° 28′ N, 8° 2′ O                |                                   | 41 ↓ Unbenannte Scharte nordwestlich des Gipfels                                 | | Datei hochladen |
| von links Fründenhorn, Doldenhorn mit Kleindoldenhorn, Üssere Fisistock | Doldenhorn                                    | 3638     | Bern 46° 28′ N, 7° 44′ O                 |                                   | 655 ↓ Fründejoch                                                                 | Im oberen Südgrat liegen drei markante Türme, von denen der mittlere Turm vermessen ist (3525 m/SH ca. 30). Im unteren Südgrat befindet sich der Turm Pt. 3363 m (SH ca. 30). |                 |
| Finsteraarrothorn (unten) vor dem Südostgrat des Finsteraarhorns. Rechts unten die Gratgipfel Pt. 3307 m und 3287 m. Rechts im Mittelgrund Studerhorn und Schreckhorn (angeschnitten). | Studerhorn                                    | 3632     | Bern/Wallis 46° 32′ N, 8° 9′ O           |                                   | 230 ↓ Obers Studerjoch                                                           | Benannt nach dem Schweizer Bergsteiger Gottlieb Samuel Studer. |                 |
| Von links Rotstock Pt. 3673, Geisshorn, Sattelhorn, Sattelhorn Pt. 3675, dann, tiefer gelegen, der unauffällige Grat des Vorderen Geisshorns. Wieder markanter die Nebengipfel im Aletschhorn-Südgrat: der Vierergipfel Pt. 3716 (SH ca. 45), der nördlich davon gelegene Doppelgipfel (ca. 3744 m/SH ca. 45) und der Südgratgendarm Pt. 3948 (SH ca. 35). | Vorderes Geisshorn                            | 3632     | Wallis 46° 27′ N, 8° 0′ O                |                                   | 38 ca. ↓ Scharte unmittelbar nördlich des Gipfels                                | | Datei hochladen |
| Vor dem Finsteraarhorn v. l. n. r.: Oberaarnollen (im Schatten); Oberaarhorn; Pt. 3499 m; Pt. 3463 m; Grunerhorn Pt. 3437 m. Der Nordgratgipfel Pt. 3500 m des Oberaarhorns ist nur in der Vergrösserung gut zu erkennen, da sich die Scharte zum Hauptgipfel durch die dahinter liegende vergletscherte Ostflanke des Studerhorns nicht deutlich abhebt. | Oberaarhorn                                   | 3631     | Bern/Wallis 46° 32′ N, 8° 10′ O          |                                   | 260 ca. ↓ Scharte zum Altmann                                                    | Der markante Westgratgendarm ist ca. 3530 m hoch, der Nordgratgipfel vermessene 3500 m (SH für beide ca. 20). |                 |
| Altels in der Mitte, links Balmhorn, rechts Rinderhorn | Altels                                        | 3630     | Bern/Wallis 46° 26′ N, 7° 41′ O          |                                   | 100 ca. ↓ Scharte zum Balmhorn                                                   | Der Altels ist ein nordwestlicher Nebengipfel des Balmhorns. |                 |
| Links vor dem Nesthorn die Fusshörner bis hin zum Grossen Fusshorn, daran anschliessend der doppelgipflige Rotstock und die durch einen Firnsattel getrennten Geisshorn und Sattelhorn. Rechts das Aletschhorn. Parallel und unterhalb der Fusshörner der Geissgrat. | Grosses Fusshorn                              | 3627     | Wallis 46° 26′ N, 8° 0′ O                |                                   | 122 ↓ Scharte zum Rotstock                                                       | | Datei hochladen |
| Mittig rechts (von links) erst Nesthorn, dann Lötschentaler Breithorn mit dem Bietschhorn dahinter. Im Grat davor von rechts: Schinhorn, das grosse Felssegel des nördlichen Wysshorns, das an den Firngrat anschliessende Mittlere Wysshorn, dann der Felsgipfel Südliches Wysshorn, gefolgt von den Torberg-Gipfeln. Der lange Ostgrat des Mittleren Wysshorns endet mit dem Distelberg (in der Vergrösserung des Bildes ganz gut zu erkennen. Direkt darüber der kurze Grat des Unteren Torbergs).                          | Nördliches Wysshorn                           | 3625     | Wallis 46° 27′ N, 7° 57′ O               |                                   | 45 ca. ↓ Scharte zum Schinhorn                                                   | |                 |
| In der Mitte das Nesthorn. Links der lange Grat des Unnerbächhorns. | Unnerbächhorn, Nordwestgipfel                 | 3620     | Wallis 46° 24′ N, 7° 56′ O               |                                   | 82 ↓ Scharte zum Nesthorn                                                        | Von Süden aus betrachtet ist der Pt. 3554 mit Gipfelkreuz, an dem sich Süd- und Ostgrat vereinigen, der Blickfang für den Betrachter. Der Pt. 3554 weist allerdings keine besondere Gipfelcharakteristik auf. Auf dem Südgrat vor der Scharte zum Gänderhorn liegt der Gratgipfel Pt. 3310 m (SH 36).                                                                    |                 |
| Im Hauptkamm von links Firnschultergipfel Pt. 3537 m, darüber das Morgenhorn, Wyssi Frau, Blüemlisalphorn und das niedrigere Oeschinenhorn. Im Mittelgrund von links die Wildi Frau, Ufem Stock mit dem gut erkennbaren Doppelgipfel und das Blüemlisalp Rothorn. Im Vordergrund das Zallershore. | Morgenhorn                                    | 3620     | Wallis 46° 30′ N, 7° 48′ O               |                                   | 40 ca. ↓ Firnsattel zur Wyssi Frau                                               | Das Morgenhorn besitzt noch den nordöstlichen Firnschultergipfel Pt. 3537 m. |                 |
| Finsteraarhorn aus Südwesten. Ganz rechts am Bildrand der breite Felsklotz Pt. 3603 m. Weiter links im Grat der markante Turm Pt. 3694 m. | Finsteraarhorn-Südostgrat, Pt. 3603           | 3603     | Wallis 46° 31′ N, 8° 8′ O                |                                   | 70 ca. ↓ Nordwestliche Scharte zum Finsteraarhorn                                | Nordwestlich auf dem Grat zum Hauptgipfel liegt mit dem Turm Pt. 3694 m der zweite markante Nebengipfel des Finsteraarhorns (SH ca. 45). |                 |
| Mitte links der Bärglistock. Unterhalb von dessen linker Gratschulter der Firnaufschwung des Ankenbällis. Die Scharte zum Bärglistock liegt, nicht sichtbar, dahinter. Rechts die hintereinander liegenden Wetterhörner. Blickrichtung aus OSO. | Ankenbälli (Guttannen)                        | 3601     | Bern 46° 37′ N, 8° 9′ O                  |                                   | 75 ca. ↓ Scharte zum Bärglistock                                                 | Im langen Südostgrat zum Ewigscheehorn liegen die auffälligen Gratgipfel des Pt. 3356 m (SH ca. 40) und des fünfgipfligen Gratabschnitts Pt. 3321 m (SH 54). |                 |
| Links mittig die Lötschenlücke, rechts davon der Äbeni Flue-Firn. An dessen hinterer Begrenzung von links: Pt. 3498 m, Anuchnubel und Oberer Anungrat. Im Vordergrund rechts, zwischen Äbeni Flue-Firn und Gletscherhornfirn gelegen, die Äbni Flue-Ostgratgipfel Pt. 3463 m, Pt. 3542 m und Pt. 3603 m. Vorgelagert der Ostsüdostgratgipfel Pt. 3366 m. | Anuchnubel                                    | 3589     | Wallis 46° 29′ N, 7° 57′ O               |                                   | 62 ca. ↓ Scharte zum Oberen Anungrat                                             | | Datei hochladen |
| Im rechten Zentrum des Bildes von links: Grünegghorn, Grosses und Kleines Grünhorn. Der Südostgrat zieht vom Grossen Grünhorn nach links unten. Die scharfe Firnschneide ist der Pt. 3584, weiter links unten sieht man den abgesetzten Gratturm Pt. 3418. | Grosses Grünhorn, Unterer Südostgrat Pt. 3584 | 3584     | Wallis 46° 32′ N, 8° 5′ O                |                                   | 57 ca. ↓ Scharte zum Grossen Grünhorn                                            | Tiefer südöstlich gelegen findet sich noch der Gratturm Pt. 3418 m (SH ca. 30). |                 |
| Die beiden Felsspitzen in der Bildmitte sind der Chamm (links) und das Fiescher Gabelhorn (rechts dahinter), Blickrichtung aus Westen. Links und tiefer gelegen der Wyssnollen. Rechts im Bild das Schönbühlhorn. | Wyssnollen                                    | 3583     | Wallis 46° 31′ N, 8° 5′ O                |                                   | 64 ↓ Scharte zum Fiescher Gabelhorn                                              | |                 |
| | Sphinx                                        | 3571     | Bern/Wallis 46° 33′ N, 7° 59′ O          | 0,6 km → Mönch                    | 78 ↓ Scharte zum Mönch                                                           | Berg mit Forschungsstation und Observatorium auf dem Sphinxgipfel. Im Bergesinneren liegt die Bergstation der Jungfraubahn. Das Jungfraujoch bildet die Einsattelung westlich der Sphinx; der daran anschliessende Grat über die Mathildespitze zur Jungfrau ist etwas weiter entfernt als die Scharte auf der Ostseite zum Südwestgrat des Mönchs.                      |                 |
| v. l. n. r. Östliches und Westliches Lonzahorn, Lötschentaler Breithorn und Bietschhorn (im Hintergrund). Die Gletscherspitze ist der dunkle Turm rechts unterhalb des Breithorns, rechts des oberen Endes des Dischliggletschers. | Westliches Lonzahorn                          | 3559     | Wallis 46° 25′ N, 7° 54′ O               |                                   | 74 ↓ Scharte zum Lötschentaler Breithorn                                         | |                 |
| | Tschingelhorn                                 | 3555     | Bern 46° 29′ N, 7° 51′ O                 |                                   | 389 ↓ Wätterlicka                                                                | |                 |
| v. l. n. r. Östliches und Westliches Lonzahorn, Lötschentaler Breithorn und Bietschhorn (im Hintergrund). Die Gletscherspitze ist der dunkle Turm rechts unterhalb des Breithorns, rechts des oberen Endes des Dischliggletschers. | Östliches Lonzahorn                           | 3547     | Wallis 46° 25′ N, 7° 54′ O               |                                   | 60 ca. ↓ Scharte zum Westlichen Lonzahorn                                        | |                 |
| Mittig rechts (von links) erst Nesthorn, dann Lötschentaler Breithorn mit dem Bietschhorn dahinter. Im Grat davor von rechts: Schinhorn, das grosse Felssegel des nördlichen Wysshorns, das an den Firngrat anschliessende Mittlere Wysshorn, dann der Felsgipfel Südliches Wysshorn, gefolgt von den Torberg-Gipfeln. Der lange Ostgrat des Mittleren Wysshorns endet mit dem Distelberg (in der Vergrösserung des Bildes ganz gut zu erkennen. Direkt darüber der kurze Grat des Unteren Torbergs).                          | Mittleres Wysshorn                            | 3545     | Wallis 46° 27′ N, 7° 57′ O               |                                   | 37 ca. ↓ Firnsattel zum Nördlichen Wysshorn                                      | |                 |
| Finsteraarrothorn (unten) vor dem Südostgrat des Finsteraarhorns. Rechts unten die Gratgipfel Pt. 3307 m und 3287 m. Rechts im Mittelgrund Studerhorn und Schreckhorn (angeschnitten). | Finsteraarrothorn                             | 3530     | Wallis 46° 31′ N, 8° 9′ O                |                                   | 195 ↓ Gemschlicke                                                                | Lage: Abschluss des Südostgrats des Finsteraarhorns. Im Ostgrat liegen die Gratgipfel Pt. 3307 m (SH ca. 30) und Pt. 3287 m (SH ca. 20). Der ausgeprägte untere Ostgipfel ist 3213 m hoch (SH ca. 55). | Datei hochladen |
| Hinten das Bietschhorn. Rechts davor der Jägigrat: Jägihorn, der Jägigrat Südgipfel, die tiefe Scharte zum nördlichen Jägigrat, dann (höher) das Breitlauihorn. Rechts davon das vergletscherte Lötschentaler Breithorn. Vorne Unnerbächhorn, Nesthorn und die Gratschneide Pt. 3439 m (v. l. n. r.). | Jägigrat Südgipfel                            | 3510     | Wallis 46° 24′ N, 7° 53′ O               |                                   | 85 ca. ↓ Scharte zum Jägigrat-Nordgipfel                                         | Lage: Der Jägigrat liegt zwischen dem Jägihorn und dem Breitlauihorn. |                 |
| Von links Vorderes und Hinteres Galmihorn, Finsteraarhorn und Oberaarhorn. Unterhalb der Galmihörner das Firehorn, und wiederum darunter der Buckel Heji Zwächte, der sich im Bild nicht wirklich abhebt. Fotografiert vom Nufenenpass. | Vorderes Galmihorn                            | 3507     | Wallis 46° 30′ N, 8° 11′ O               |                                   | 302 ↓ Oberaarjoch                                                                | Der felsige Westgipfel ist 3494 m hoch (SH ca. 29). |                 |
| Vor dem Finsteraarhorn v. l. n. r.: Oberaarnollen (im Schatten); Oberaarhorn; Pt. 3499 m; Pt. 3463 m; Grunerhorn Pt. 3437 m. | Grunerhorn (Südgipfel)                        | 3499     | Bern 46° 32′ N, 8° 11′ O                 |                                   | 70 ca. ↓ Scharte zum Oberaarhorn                                                 | Benannt nach dem Gletscherforscher Gottlieb Sigmund Gruner. Es gibt noch einen nördlichen Nebengipfel (3463 m/SH ca. 25). |                 |
| Die Lötschenlücke. Ganz oben links der Pt. 3603 des Oberen Anungrates, dann Anuchnubel und der Doppelturm Pt. 3498 m. | Unterer Anungrat                              | 3498     | Wallis 46° 29′ N, 7° 57′ O               |                                   | 56 ca. ↓ Scharte zum Anuchnubel                                                  | Doppelturm Pt. 3498 m |                 |
| Mittig das Aletschhorn. Rechts darunter das Grosse Fusshorn mit dem nach rechts unten ziehenden Grat der Fusshörner. Rechts oben folgen Rotstock, Geisshorn und der Firngipfel Sattelhorn. | Fusshörner                                    | 3496     | Wallis 46° 25′ N, 8° 0′ O                |                                   | Unterschiedlich ↓ Zwölf verschiedene Scharten                                    | Die Fusshörner sind abgesehen vom selbstständig aufgeführten Grossen Fusshorn zwölf Felstürme mit einer Höhe von 3099 m bis 3496 m. | Datei hochladen |
| Links der Mitte von links: Lauteraarhorn; Schreckhorn; davor und tiefer dessen Nebengipfel Nässihorn; rechts davon der verschattete Felsturm Kleines Schreckhorn. In der rechten Bildhälfte und nochmals tiefer gelegen der Doppelgipfel Gwächta, Ankenbälli und Mättenberg. | Kleines Schreckhorn                           | 3495     | Bern 46° 36′ N, 8° 6′ O                  |                                   | 100 ↓ Scharte südöstlich des Kleinen Schreckhorns                                | | Datei hochladen |
| Links Tschingelhorn, rechts Kleines Tschingelhorn mit dem doppelgipfligen Nordostturm links vom höchsten Punkt. Im Hintergrund links das Nesthorn, rechts das Lötschentaler Breithorn. | Kleines Tschingelhorn                         | 3494     | Bern 46° 29′ N, 7° 51′ O                 |                                   | 55 ca. ↓ Scharte zum Tschingelhorn                                               | Westlicher Nebengipfel des Tschingelhorns. Auffällige Gendarme: Der doppelgipflige Nordostturm (ca. 3490 m/SH ca. 25) und der Südwestgipfel (ca. 3440 m/SH ca. 25). | Datei hochladen |
| Von links Vorderes und Hinteres Galmihorn, Finsteraarhorn und Oberaarhorn. Unterhalb der Galmihörner das Firehorn, und wiederum darunter der Buckel Heji Zwächte, der sich im Bild nicht wirklich abhebt. Fotografiert vom Nufenenpass. | Hinteres Galmihorn                            | 3488     | Wallis 46° 31′ N, 8° 11′ O               |                                   | 112 ↓ Bächilicke                                                                 | |                 |
| Im Hauptkamm von links Firnschultergipfel Pt. 3537 m, darüber das Morgenhorn, Wyssi Frau, Blüemlisalphorn und das niedrigere Oeschinenhorn. Im Mittelgrund von links die Wildi Frau, Ufem Stock mit dem gut erkennbaren Doppelgipfel und das Blüemlisalp Rothorn. Im Vordergrund das Zallershore. | Oeschinenhorn                                 | 3486     | Bern 46° 29′ N, 7° 46′ O                 |                                   | 75 ca. ↓ Scharte zum Blüemlisalphorn                                             | Westlicher Gipfel des Blüemlisalpmassivs. |                 |
| In der linken oberen Bildmitte das Finsteraarhorn. Rechts unterhalb von diesem der Felsgrat der Nassen Strahlegg, von links: der Süd- und zugleich Hauptgipfel Pt. 3485 m, der Mittelgipfel Pt. 3454 m und der Nordgipfel Pt. 3455 m. Nur wenig darunter und davor der Gratverlauf der Lauteraarrothörner. | Nasse Strahlegg                               | 3485     | Bern 46° 33′ N, 8° 8′ O                  |                                   | 170 ↓ Alt Strahlegg                                                              | Lage: Südwestlich des Strahlegggletschers. Die Nasse Strahlegg (Südgipfel) hat drei relativ eigenständige Nebengipfel: den Nordgipfel (3455 m/SH 82), den Mittelgipfel (3454 m/SH 73) und den Westgipfel (3469 m/SH ca. 56). | Datei hochladen |
| Mittig rechts (von links) erst Nesthorn, dann Lötschentaler Breithorn mit dem Bietschhorn dahinter. Im Grat davor von rechts: Schinhorn, das grosse Felssegel des nördlichen Wysshorns, das an den Firngrat anschliessende Mittlere Wysshorn, dann der Felsgipfel Südliches Wysshorn, gefolgt von den Torberg-Gipfeln. Der lange Ostgrat des Mittleren Wysshorns endet mit dem Distelberg (in der Vergrösserung des Bildes ganz gut zu erkennen. Direkt darüber der kurze Grat des Unteren Torbergs).                          | Südliches Wysshorn                            | 3482     | Wallis 46° 26′ N, 7° 57′ O               |                                   | 43 ↓ Scharte zum Mittleren Wysshorn                                              | |                 |
| v. l. n. r. Senfspitze, Wannenzwillinge, Kleines und Grosses Wannenhorn | Wannenzwillinge                               | 3480     | Wallis 46° 29′ N, 8° 6′ O                |                                   | 70 ca. ↓ Scharte zum Kleinen Wannenhorn                                          | Der südliche Wannenzwilling ist 3431 m hoch (SH ca. 60). | Datei hochladen |
| | Lauteraarrothörner                            | 3477     | Bern 46° 34′ N, 8° 9′ O                  |                                   | 68 ↓ Scharte zum Hugihorn                                                        | Das südliche Lauteraarrothorn ist 3470 m hoch (SH ca. 55). | Datei hochladen |
| Im Bildzentrum v. l. n. r.: Das doppelgipflige Oberaarrothorn, der Oberaarnollen und das Oberaarhorn. | Oberaarrothorn                                | 3477     | Bern/Wallis 46° 31′ N, 8° 11′ O          |                                   | 184 ↓ Galmilicke                                                                 | Der Ostgipfel ist 3464 m hoch (SH ca. 35). Vom Ostgipfel zieht ein schroff abgesetzter Grat nach Südosten zur Galmilicke (NW-Gipfel: 3380 m, SH ca. 55; SO-Gipfel: ca. 3340 m, SH ca. 35). | Datei hochladen |
| Im unteren linken Bildbereich der Grat der Grünegg, rechts davon der Grüneggfirn. Oben v. l. n. r. Gross Grünhorn, Agassizhorn und Finsteraarhorn (abgeschnitten). | Grünegg                                       | 3476     | Wallis 46° 31′ N, 8° 4′ O                |                                   | 25 ca. ↓ Firnsattel zum Grünegghorn                                              | Lage: Südwestgrat des Grünegghorns; zwischen dem Grüneggfirn und dem Ewigschneefeld. Der Südwestgipfel ist 3415 m hoch (SH ca. 30). |                 |
| von links Fründenhorn, Doldenhorn mit Kleindoldenhorn, Üssere Fisistock | Kleindoldenhorn                               | 3474     | Bern 46° 28′ N, 7° 44′ O                 |                                   | 37 ↓ Scharte zum Doldenhorn                                                      | Westlicher Nebengipfel des Doldenhorns. Nordwestlich liegt der markante Gratabschluss Doldestock (3221 m). | Datei hochladen |
| Im Mittelgrund von links: Oberaarhorn, Altmann (niedriger) und das stark vergletscherte Studerhorn. Über dem Altmann das Finsteraarrothorn, über dem Studerhorn Finsteraarhorn Pt. 3603 (links) und Pt. 3694 (rechts). Wiederum darüber das Grosse Wannenhorn und das Schönbühlhorn. | Altmann                                       | 3463     | Bern/Wallis 46° 32′ N, 8° 10′ O          |                                   | 81 ↓ Unders Studerjoch                                                           | Lage: Zwischen Studerhorn und Oberaarhorn. Benannt nach Johann Georg Altmann. | Datei hochladen |
| Im Grat im Vordergrund von rechts: Das Kleine Fiescherhorn, die Firnschulter Pt. 3570 m, der spitze, relativ eigenständige Gipfel Pt. 3344 m und der abgeplattete Felsgipfel Pfaffestecki. Links das Lauteraarhorn, dann das Kleine Lauteraarhorn. Darunter von links das Strahlegghorn Pt. 3461, dessen Südgipfel Pt. 3403 und, rechts des diagonalen Firnhangs, die Schulter Pt. 3380. Anschliessend Nord- und Mittelgipfel der Nassen Strahlegg. Rechts vom Pt. 3344 (im Vordergrund) der Hauptgipfel der Nassen Strahlegg. | Strahlegghorn                                 | 3461     | Bern 46° 35′ N, 8° 7′ O                  |                                   | 128 ↓ Strahleggpass                                                              | Der relativ eigenständige Südgipfel ist 3403 m hoch (SH ca. 55). Nördlich von diesem liegt der Turm Pt. 3378 m (SH ca. 25) und südlich die grosse Schulter Pt. 3380 m (SH ca. 25). | Datei hochladen |
| Hinten von links: Finsteraarhorn, Oberaarhorn, die Kette der Grunerhorngipfel und das breite Scheuchzerhorn mit seinem östlichen Gletscher. Links darunter das Löffelhorn. Unterhalb des Oberaarhorns der Pt. 3145 («Roossehörner-Westgipfel») und rechts davon die Roossehörner Pt. 3131 und Pt. 3111. Fotografiert vom Nufenenpass. | Scheuchzerhorn                                | 3455     | Bern 46° 33′ N, 8° 11′ O                 |                                   | 113 ↓ Unbenannter Scharte westlich des Gipfels, 3342 m                           | Lage: Nordöstlich des Oberaarhorns. Benannt nach dem Naturforscher Johann Jakob Scheuchzer. |                 |
| Altels, Balmhorn und Rinderhorn v. l. n. r. | Rinderhorn                                    | 3449     | Bern 46° 25′ N, 7° 39′ O                 |                                   | 414 ↓ Scharte zum Zackengrat                                                     | Der markante Ostgipfel ist 3235 m hoch (SH ca. 60). |                 |
| Im Hintergrund von links Grosses Wannen-, Schönbühl- und Fiescher Gabelhorn. Rechts unter und vor dem Fiescher Gabelhorn das Wasenhorn mit dem links davon durch eine tiefe Scharte abgetrennten Oberen Südgrat Pt. 3323. Wiederum links und oberhalb des Hangendgletschers die Dri Mannli. Rechts vom Wasenhorn der nur als kleiner Felsen sichtbare Nordostgipfel Pt. 3301. Davor die Gälmjinihörner: rechts der Pt. 3236, links der Pt. 3174 und daran anschliessend der lange SSO-Grat. Fotografiert vom Nufenenpass.      | Wasenhorn                                     | 3447     | Wallis 46° 30′ N, 8° 10′ O               |                                   | 303 ↓ Bieligerlicke (Oberlicke)                                                  | Nebengipfel: Nordostgipfel (3301 m/SH ca. 40), Oberer Südgrat (3323 m/SH ca. 80), Oberer Südgrat/Südostgipfel (3058 m/SH ca. 45), Dri Mannli (Unterer Südgrat, 3281 m/SH 51). | Datei hochladen |
| In der Bildmitte oben das Finsteraarhorn, darunter das Oberaarhorn. Rechts des Oberaarhorns folgen Pt. 3499 m, Pt. 3463 m, Grunerhorn Pt. 3437 m, Pt. 3431 m (mit Firnauflage) und Pt. 3378 m. | Grunerhorn (Nordgipfel)                       | 3437     | Bern 46° 32′ N, 8° 11′ O                 | 0,3 km → Oberaarhorn              | 30 ca. ↓ Südlich gelegene Scharte zum Pt. 3463                                   | Benannt nach Gottlieb Sigmund Gruner. Südlich liegt der Südgipfel (3499 m); Nordöstlich liegt der Nebengipfel Pt. 3431 m (SH ca. 25). |                 |
| Der Gipfelaufbau des Gspaltenhorns von NW. Links die beiden Ostgrattürme, rechts die drei Türme der Roti Zend. Links angeschnitten der Tschingelspitz, rechts dahinter das Lauterbrunner Breithorn. | Gspaltenhorn                                  | 3436     | Bern 46° 31′ N, 7° 50′ O                 |                                   | 600 ↓ Gamchilücke                                                                | Türme vom Hauptgipfel aus betrachtet. Oberer SSW-Grat (Roti Zend): 1. Turm (ca. 3395 m/SH ca. 35); 2. Turm (3388 m/SH ca. 40); 3. (breiter) Turm (ca. 3388 m/SH ca. 60). Ostgrat: 1. Turm (ca. 3350 m/SH ca. 25); 2. Turm (Hinteres Nebenhorn, 3312 m/SH ca. 55). Südostturm (ca. 3360 m/SH ca. 40). Auch im SSW-Grat: Pt. 3272 und Turm Pt. 3067 (SH jeweils ca. 30).   |                 |
| Morgenstimmung am Oberaarsee. Rechts der mittigen Scharte im Bildhintergrund das Oberaarhorn. Links Oberaarnollen und Oberaarrothorn. Vorne links oben das Löffelhorn. | Oberaarnollen                                 | 3409     | Bern/Wallis 46° 31′ N, 8° 11′ O          |                                   | 118 ↓ Oberaarrotjoch                                                             | | Datei hochladen |
| Hinten das Bietschhorn. Rechts davor der Jägigrat: Jägihorn, der Jägigrat Südgipfel, die tiefe Scharte zum nördlichen Jägigrat, dann (höher) das Breitlauihorn. Rechts davon das vergletscherte Lötschentaler Breithorn. Vorne Unnerbächhorn, Nesthorn und die Gratschneide Pt. 3439 m (v. l. n. r.). | Jägihorn                                      | 3407     | Wallis 46° 24′ N, 7° 53′ O               |                                   | 50 ca. ↓ Scharte zum Jägigrat                                                    | Lage: Südlich des Breitlauihorns. | Datei hochladen |
| Die Wetterhörner von den Planplatten aus gesehen. V. l. n. r. Rosenhorn, Mittelhorn und Wetterhorn. Rechts des Wetterhorns, durch das markante Couloir abgetrennt, das Scheideggwetterhorn. | Scheideggwetterhorn                           | 3402     | Bern 46° 39′ N, 8° 7′ O                  |                                   | 20 ca. ↓ Scharte zum Wetterhorn                                                  | Nördlicher Nebengipfel des Wetterhorns. Es gibt noch einen unteren Nordostgipfel (3242 m/SH ca. 28). |                 |
| Die Schneehorn-Nordwand im unteren Bildzentrum vor derJungfrau. Der Schneehorn-Gipfel liegt am südlichen (d. h. im Bild hinteren) Ende des 200 m langen Gipfelgrates. | Schneehorn                                    | 3400     | Bern 46° 33′ N, 7° 58′ O                 |                                   | 35 ca. ↓ Firnsattel zum Jungfrau-Ostgrat                                         | Nördlicher Nebengipfel der Jungfrau. |                 |
| Der vordere linke Felsgrat ist das Vordere Zenbächenhorn. Rechts dem Grat folgend gelangt man zum gleichfalls felsigen Zenbächenhorn. Darüber Geisshorn und Sattelhorn, mittig das Aletschhorn, mittig-rechts vorne das Olmenhorn. | Zenbächenhorn                                 | 3385     | Wallis 46° 26′ N, 8° 2′ O                |                                   | 95 ↓ Zenbächenlücke                                                              | Lage: Östlich des Geisshorns. | Datei hochladen |
| Lauterbrunner Breithorn, von Mürren aus gesehen. Ganz links der Zuckerstock, daneben die Ostschulter Pt. 3470 m. | Zuckerstock                                   | 3383     | Bern/Wallis 46° 29′ N, 7° 53′ O          |                                   | 45 ↓ Breithornjoch                                                               | Lage: Zwischen Lauterbrunner Breithorn und Lauterbrunner Grosshorn. |                 |
| Das Bietschhorn. Der Turm im Hintergrund rechts ist die Älwe Rigg. Wiederum weiter rechts sieht man den Felsriegel Pt. 3352 m und direkt darunter das Stockhorn. | Älwe Rigg                                     | 3380     | Wallis 46° 24′ N, 7° 52′ O               |                                   | 136 ↓ Unbenannte Scharte nordöstlich des Gipfels                                 | Name: Das höchstalemannische Adjektiv älw bedeutet gemäss dem Schweizerdeutschen Mundartlexikon «fahl», «weissgelblich». Walliserdeutsch rigg bedeutet «Rücken». |                 |
| Fründenhorn vom Fussweg zum Oberbärgli aus gesehen. Rechts der Südwestschultergipfel Pt. 3193 m, darunter der Mittelchnubel mit der Fründenhütte. | Fründenhorn                                   | 3368     | Bern 46° 29′ N, 7° 45′ O                 |                                   | 198 ↓ Oeschinenjoch                                                              | Die Südwestschulter ist 3193 m hoch (SH ca. 30). |                 |
| v. l. n. r. Senfspitze, Wannenzwillinge, Kleines und Grosses Wannenhorn | Senfspitze                                    | 3353     | Wallis 46° 29′ N, 8° 6′ O                |                                   | 65 ca. ↓ Scharte zum südlichen Wannenzwilling                                    | |                 |
| Das Bietschhorn. Die kleine Spitze links vor dem Gratabbruch ist das markante, aber wenig eigenständige Kleine Nesthorn. | Kleines Nesthorn                              | 3341     | Wallis 46° 24′ N, 7° 50′ O               |                                   | 15 ca. ↓ Scharte zum Bietschhorn-Nordgrat                                        | Nordwestlicher Nebengipfel des Bietschhorns. |                 |
| Am linken Bildrand der doppelgipflige Hienderstock, rechts davon zieht der extrem ausgreifende Nordgrat herunter. Im Hintergrund Lauteraarhorn und Schreckhorn. Darunter das Trifthorn, rechts davon, oberhalb des Grienbärgligletschers, das Ewigschneehorn. Weiter rechts und wieder höher der Bärglistock. | Ewigschneehorn                                | 3330     | Bern 46° 36′ N, 8° 10′ O                 | 1 km → Ankenbälli                 | 95 ↓ Unbenannte Scharte nordwestlich des Gipfels                                 | |                 |
| Von links Tschingelgrat (angeschnitten), Tschingelspitz (rechts dahinter schaut das Lauterbrunner Breithorn hervor), und Gspaltenhorn. | Tschingelspitz                                | 3315     | Bern 46° 31′ N, 7° 50′ O                 |                                   | 190 ca. ↓ Firnsattel zum Gspaltenhorn                                            | Östlich schliesst der Tschingelgrat (3140 m) an. |                 |
| Das Olmenhorn. Der Turm Pt. 3210 m ist als linker Gipfel des oberen Gipfelgrates gut auszumachen. | Olmenhorn                                     | 3314     | Wallis 46° 27′ N, 8° 3′ O                |                                   | 100 ca. ↓ Unbenannte Scharte nordwestlich des Gipfels                            | Der ausgeprägte Turm im Südosten des Hauptgipfels ist 3210 m hoch (SH ca. 30). |                 |
| Blick vom Sidelhorn: Mittig links der doppelgipflige Hienderstock mit seinem weit nach links ausgreifenden Südgrat. Die Felsspitze rechts und tiefer ist das Chüetriftehorn. Weiter rechts der massive Bächlistock, dann das Brandlammhorn mit Südostgipfel und Hauptgipfel. | Hienderstock                                  | 3307     | Bern 46° 35′ N, 8° 13′ O                 |                                   | 208 ↓ Alter Gouwlipass                                                           | Doppelgipfel mit zwei gleich hohen Gipfeln, getrennt durch eine ca. 30 m tiefe Scharte. Ungewöhnlich sind die ausserordentlichen Längen von Nord- und Südgrat. Letzterer endet mit dem benannten Turm Rothoren (3004 m). | Datei hochladen |
| Links das Bietschhorn. Rechts darunter der Grat des Schafbärgs. Rechts das Wilerhorn mit erstem Westgipfel Pt. 3262 m und zweitem Westgipfel. Links unter dem Wilerhorn der dunkle Felsen des Schwarzbergs. | Wilerhorn                                     | 3307     | Wallis 46° 23′ N, 7° 49′ O               | 2,4 km → Bietschhorn              | 238 ↓ Wilerjoch                                                                  | Der Bergname bezieht sich auf die Ortschaft Wiler im Lötschental, 3 km nordwestlich des Berggipfels. Vom Berg fliesst der Wilerbach durch das Tobel Wilerra in das Tal hinunter. Das Wilerhorn hat einen markanten Westgipfel (3262 m/SH ca. 55), und, wiederum weiter westlich, einen weiteren deutlich ausgeprägten Gipfel (ca. 3215 m/SH ca. 25).                     |                 |
| Im Hauptkamm von links Firnschultergipfel Pt. 3537 m, darüber das Morgenhorn, Wyssi Frau, Blüemlisalphorn und das niedrigere Oeschinenhorn. Im Mittelgrund von links die Wildi Frau, Ufem Stock mit dem gut erkennbaren Doppelgipfel und das Blüemlisalp Rothorn. Im Vordergrund das Zallershore. | Blüemlisalp Rothorn                           | 3297     | Bern 46° 30′ N, 7° 46′ O                 | 0,5 km → Blüemlisalphorn          | 119 ↓ Rothornsattel                                                              | Der durch eine tiefe Scharte abgesetzte Nordwestgipfel ist 3279 m hoch (SH ca. 50). | Datei hochladen |
| Im Vordergrund das Hangendgletscherhorn mit seinem markanten Nordwestgipfel (links). Darüber von links: Ritzlihorn, Steinlouwihorn, und (angeschnitten) das Golegghorn. | Hangendgletscherhorn                          | 3294     | Bern 46° 38′ N, 8° 11′ O                 | 2,3 km → Rosenegg                 | 253 ↓ Scharte zum Ränfenhorn                                                     | Der markante Nordwestgipfel ist 3210 m hoch (SH ca. 30). |                 |
| Im Mittelgrund von links: Grisighorn Pt. 3177 (Schultergipfel) und Pt. 3205 (höchster Punkt). Nach der ersten Scharte die nördliche Gratschneide des Grisighorns, dann der Grisigpass. Der nächste markante Gipfel ist das Gänderhorn, dann folgt der Südgratgipfel Pt. 3310 des Unnerbächhorns. Weiter rechts im Hintergrund das Bietschhorn. | Gänderhorn                                    | 3294     | Wallis 46° 24′ N, 7° 56′ O               |                                   | 65 ca. ↓ Scharte zum Unnerbächhorn                                               | |                 |
| Im Vordergrund von links Schinhorn, dann, im niedrigeren Bereich des Grates, Beichgrat Pt. 3294 m, Beichgrat Pt. 3225 m und Beichspitze. Weiter rechts Lonzahörner und Lötschentaler Breithorn. Im Hintergrund über dem Beichgrat Sattelhorn und Geisshorn, rechts davon die beiden Rotstockgipfel und das Grosse Fusshorn. | Beichgrat                                     | 3294     | Wallis 46° 26′ N, 7° 56′ O               |                                   | 55 ↓ Scharte zum Schinhorn-Südwestgrat                                           | Der Beichgrat hat mit dem Südwestgipfel (3225 m) einen weiteren ausgeprägten Gipfel (SH ca. 40). |                 |
| | Hockenhorn                                    | 3293     | Bern/Wallis 46° 26′ N, 7° 45′ O          | 3,5 km → Balmhorn                 | 350 ↓ Märbiglücke                                                                | Höchster Berg zwischen dem Lötschenpass und dem Tschingelhorn. Südwestlich liegt das markante Kleinhockenhorn (3161 m). |                 |
| Mittig vorne das Vordere Zenbächenhorn. Darüber von links Fusshörner, Grosses Fusshorn, Rotstock, Geisshorn und Sattelhorn. Mittig rechts das Aletschhorn. | Vorderes Zenbächenhorn                        | 3289     | Wallis 46° 26′ N, 8° 2′ O                |                                   | 30 ca. ↓ Scharte zum Zenbächenhorn                                               | Der südöstliche, obere Gratabschluss ohne Schartenhöhe trägt den Namen Rothorn (3272 m). |                 |
| Im Vordergrund das Hangendgletscherhorn mit seinem markanten Nordwestgipfel (links). Darüber von links: Ritzlihorn, Steinlouwihorn, und (angeschnitten) das Golegghorn. | Ritzlihorn                                    | 3277     | Bern 46° 38′ N, 8° 16′ O                 |                                   | 322 ↓ Gröebenjoch                                                                | Der 1,5 km lange, gezackte Südgrat zur Ärlenlücke trägt von Nord nach Süd folgende Gipfel: 1. Turm/Gezacktes Turmsystem (ca. 3270 m/SH ca. 15); 2. Turm Pt. 3260 m (SH ca. 40); 3. Turm (ca. 3235 m/SH ca. 15); 4. Turm Pt. 3193 m (SH ca. 30); Zwischengipfel/Graugrat Nord (ca. 3140 m/SH ca. 20); Graugrat Pt. 3137 (SH ca. 30); Graugrat Süd (ca. 3090 m/SH ca. 35). |                 |
| Im Vordergrund links am Bildrand der Wilerhorn-Gipfel. Daneben der erste Westgipfel Pt. 3262 m, der zweite Westgipfel und das Chastlerhorn (oberhalb des breiten, felsdurchsetzten Pfeilers). Rechts der Mitte, über dem langen Nordwestgrat, der Gipfel der Hogleifa. | Hogleifa                                      | 3276     | Wallis 46° 22′ N, 7° 48′ O               |                                   | 148 ↓ Chastlerjoch                                                               | Mit der Adlerspitza (3244 m) hat die Hogleifa noch einen benannten Südgipfel. |                 |
| Im Hauptkamm von links Firnschultergipfel Pt. 3537 m, darüber das Morgenhorn, Wyssi Frau, Blüemlisalphorn und das niedrigere Oeschinenhorn. Im Mittelgrund von links die Wildi Frau, Ufem Stock mit dem gut erkennbaren Doppelgipfel und das Blüemlisalp Rothorn. Im Vordergrund das Zallershore. | Wildi Frau                                    | 3274     | Bern 46° 30′ N, 7° 47′ O                 |                                   | 155 ↓ Blüemlisalpsattel                                                          | | Datei hochladen |
| Von links: das nördliche Baltschiederhorn Pt. 3507, dann der Gratabbruch in die Baltschiederlicka. Daran anschliessend von links hinten nach rechts vorne der Grat zwischen den Baltschiederhörnern Pt. 3263 und Pt. 3228. Weiter rechts die zwei Türme des Südgipfels der Baltschiederhörner, dann die Gredetschlicka vor einem Zipfel des Unnerbächhorn-Südgrats, dann der lange Nordgrat des Grüebhorns. Links im Hintergrund der westliche Firnschultergipfel des Nesthorns. Der Hauptgipfel rechts davon hinter Wolken.   | Baltschiederhörner                            | 3263     | Wallis 46° 24′ N, 7° 55′ O               |                                   | 44 ↓ Baltschiederlicka                                                           | Der Gipfel Pt. 3263 wird als Mittelgipfel, aber auch als Baltschiederturm bezeichnet. Nach Süden hin folgen der Pt. 3228 (Unbenannt oder Mittelgipfel/SH ca. 10) und die zwei Türme des Südgipfels (3202 m/SH ca. 30). Nördlich der Baltschiederlicka auf dem Grat zum Gredetschhorli findet sich noch der Nordgipfel (3507 m).                                          |                 |
| In der linken Bildhälfte von oben nach unten: Ritzlihorn, Hangendgletscherhorn, links davor der Firngipfel Ränfenhorn, darunter das Rosenhorn. Rechts unten der Bärglistock. | Ränfenhorn                                    | 3255     | Bern 46° 38′ N, 8° 10′ O                 |                                   | 90 ca. ↓ Unbenannter Firnsattel südwestlich des Gipfels                          | Lage: Zwischen Rosenhorn und Hangendgletscherhorn. |                 |
| Wildhorn von Osten mit dem Felsgipfel Le Pucé (links). Rechts das Schnidehorn (2937 m) | Wildhorn                                      | 3250     | Bern, Wallis 46° 21′ N, 7° 22′ O         | 23 km → Rinderhorn                | 981 ↓ Gemmipass                                                                  | Der nordöstliche Vorgipfel ist 3246 m hoch (SH ca. 17). Le Pucé (3177 m) ist ein weithin auffälliger, markanter südlicher Nebengipfel. |                 |
| Blick vom Golegghorn nach Südwesten zum Grossen Diamantstock (rechts), links dahinter das Gratdach des Bächlistocks und, wiederum links, der vorgelagerte Turm Pt. 3243. | Bächlistock                                   | 3246     | Bern 46° 35′ N, 8° 14′ O                 |                                   | 197 ↓ Unbenannte Scharte zwischen Chüetriftehorn und Hienderstock                | Der Gipfelbereich des Bächlistocks besteht aus einem 300 m langen Gratdach von Nordwesten (Pt. 3246) nach Südosten mit etwa gleich hohen Gipfelpunkten an den jeweiligen Gratenden. Dem Südostgipfel ist ein scharf abgegrenzter Turm vorgelagert (3243 m/SH ca. 30). |                 |
| Im Grat in der oberen Bildmitte von links: Der Nordnordostgrat Pt. 3033 m, der Hauptgipfel des Hiendertelltihorns, der Grosse Diamantstock und der Bächlistock. Weiter rechts und tiefer der doppelgipflige Hienderstock mit dem langen Nordgrat (links). Rechts unter dem Hienderstock die Gipfel des Hubelhorns. Den überfirnte Westgipfel Pt. 3218 m sieht man rechts des Schattens unter dem Hubelhorn-Nordwestgipfel. Unten mittig der Bärglistock.                                                                       | Hubelhorn                                     | 3244     | Bern 46° 35′ N, 8° 14′ O                 |                                   | 77 ↓ Hubellücke                                                                  | Der unvermessene Nordwestgipfel (SH ca. 50) hat etwa die gleiche Höhe wie der vermessene Ostgipfel. Es findet sich noch ein ausgeprägter Westgipfel (3218 m). |                 |
| Wildstrubel von Lenk. Links der Grossstrubel. Wildstrubel-Mittelgipfel und Wildstrubel-Hauptgipfel heben sich aufgrund der Unterperspektive kaum voneinander ab. | Wildstrubel                                   | 3244     | Bern, Wallis 46° 24′ N, 7° 32′ O         | 9,5 km → Rinderhorn               | 816 ↓ Rawilpass                                                                  | Das Wildstrubelmassiv hat drei weit auseinander liegende, fast gleich hohe Gipfel: Der Mittelgipfel und der Grossstrubel nordöstlich des Hauptgipfels sind nur einen Meter weniger hoch als dieser. |                 |
| Im Hintergrund das Finsteraarhorn. Davor Grüneggfirn und Konkordiaplatz. Links vom Grüneggfirn die Grünegg, rechts vom Grüneggfirn das sonnenbeschienene Felsdreieck Fülbärg. Rechts darüber der Chamm. | Fülbärg                                       | 3243     | Wallis 46° 30′ N, 8° 4′ O                |                                   | 72 ↓ Fülbärgpass                                                                 | Lage: Berggipfel am Ende des Westgrats des Fiescher Gabelhorns; über dem Konkordiaplatz. |                 |
| Wildstrubel mit der Engstligenalp im Vordergrund. Links Grossstrubel, rechts der Mittelgipfel | Grossstrubel                                  | 3243     | Bern, Wallis 46° 25′ N, 7° 34′ O         |                                   | 157 ↓ Westlicher Firnsattel zum Wildstrubel-Mittelgipfel                         | Lage: Östlicher Nebengipfel des Wildstrubel. |                 |
| Blick vom Hockenhorn nach NO. Im Mittelgrund links Tschingelhorn, rechts Lauterbrunner Breithorn. Der auf den Betrachter zulaufende Grat im Vordergrund trägt (nur in der Vergrösserung gut zu erkennen) von hinten links nach vorne rechts die Gipfel Birghorn Pt. 3243, Birghorn Pt. 3230, Elwertätsch und direkt darunter das Sackhorn (mit Gestänge). | Birghorn                                      | 3243     | Bern, Wallis 46° 27′ N, 7° 47′ O         |                                   | 134 ↓ Firnsattel auf dem Petersgrat, Pt. 3109                                    | Das Birghorn hat einen ausgeprägten Südwestgipfel (3230 m) mit einer Schartenhöhe von 49 m. |                 |
| Wildstrubel aus SO. Von links Hauptgipfel (schmale Firnschneide), Mittelgipfel (breite Firnschneide), dann Grossstrubel und (etwas tiefer) Steghorn. | Wildstrubel-Mittelgipfel                      | 3243     | Bern, Wallis 46° 25′ N, 7° 32′ O         |                                   | 89 ↓ Firnsattel zum Wildstrubel-Hauptgipfel                                      | Der südwestliche Vorgipfel ist 3234 m hoch (SH ca. 25). |                 |
| Am linken Bildrand der doppelgipflige Hienderstock, rechts davon zieht der extrem ausgreifende Nordgrat herunter. Im Hintergrund Lauteraarhorn und Schreckhorn. Darunter das Trifthorn, rechts davon, oberhalb des Grienbärgligletschers, das Ewigschneehorn. Weiter rechts und wieder höher der Bärglistock. | Trifthorn                                     | 3240     | Bern 46° 36′ N, 8° 11′ O                 |                                   | 115 ca. ↓ Scharte zum Hubelhorn-Westgipfel                                       | Der Schriftzug «Trifthorn» ist auf den Schweizer Landeskarten dem NW-Gipfel (3229 m/SH ca. 35) zugeordnet. Im Südosten des Trifthorns stehen die auffälligen Gratgipfel Pt. 3191 m (SH ca. 43) und Pt. 3212 m (SH ca. 70). |                 |
| Das Bietschhorn. Rechts darunter der Schafbärg. Der Schatten links von diesem könnte als tiefe Scharte fehlinterpretiert werden. | Schafbärg                                     | 3240     | Wallis 46° 23′ N, 7° 50′ O               |                                   | 50 ca. ↓ Firnsattel zum Bietschhorn-Westgrat                                     | |                 |
| Im Hintergrund von links Grosses Wannen-, Schönbühl- und Fiescher Gabelhorn. Rechts unter und vor dem Fiescher Gabelhorn das Wasenhorn mit dem links davon durch eine tiefe Scharte abgetrennten Oberen Südgrat Pt. 3323. Wiederum links und oberhalb des Hangendgletschers die Dri Mannli. Rechts vom Wasenhorn der nur als kleiner Felsen sichtbare Nordostgipfel Pt. 3301. Davor die Gälmjinihörner: rechts der Pt. 3236, links der Pt. 3174 und daran anschliessend der lange SSO-Grat. Fotografiert vom Nufenenpass.      | Gälmjinihörner                                | 3236     | Wallis 46° 30′ N, 8° 11′ O               |                                   | 109 ↓ Unnerlicke                                                                 | Die Gälmjinihörner bilden einen Grat südlich des Vorderen Galmihorns. Der ausgeprägte obere Südostgipfel ist 3173 m hoch (SH ca. 40). |                 |
| | Wetterhorn (Lauterbrunnen)                    | 3233     | Bern 46° 29′ N, 7° 51′ O                 | 0,5 km → Tschingelhorn            | 31 ↓ Scharte zum Tschingelhorn                                                   | Im Dialekt Wätterhore genannt. Nordöstlich steht die durch eine tiefe Scharte abgetrennte Chanzel (3002 m). Östlich des Tschingelhorns liegt die Wätterlicka; darunter der Wätterlickengletscher. |                 |
| Der Hostock von Süden. Oben links der Mitte der Pt. 3225 m. | Hostock                                       | 3225     | Wallis 46° 24′ N, 7° 58′ O               |                                   | 45 ca. ↓ Scharte zum Hostock-Nordgipfel                                          | Auf dem Grat zum Unnerbächhorn liegen noch der Hostock-Nordgipfel (3227 m/SH ca. 35) und der Hohstock-Westgipfel (3279/SH ca. 60 m). |                 |
| Im Hauptkamm von links Firnschultergipfel Pt. 3537 m, darüber das Morgenhorn, Wyssi Frau, Blüemlisalphorn und das niedrigere Oeschinenhorn. Im Mittelgrund von links die Wildi Frau, Ufem Stock mit dem gut erkennbaren Doppelgipfel und das Blüemlisalp Rothorn. Im Vordergrund das Zallershore. | Ufem Stock                                    | 3222     | Bern 46° 30′ N, 7° 46′ O                 |                                   | 135 ↓ Scharte zur Wyssi Frau                                                     | Nebengipfel des Blüemlisalphorns. Der Südturm ist 3203 m hoch (SH ca. 50). | Datei hochladen |
| Oben mittig-links das Wilerhorn. Leicht rechts der Mitte das bis knapp unter die Gipfelfelsen vergletscherte Gletscherhorn. Rechts darunter das Jolihorn mit Firnfeld unter dem Gipfel. Unten die Hogleifa. | Gletscherhorn                                 | 3222     | Wallis 46° 22′ N, 7° 49′ O               | 0,55 km → Wilerhorn               | 40 ca. ↓ Scharte unmittelbar nördlich des Gipfels.                               | Das 'kleine' Gletscherhorn, südlich des Wilerhorns. |                 |
| Das Bietschorn. Direkt darunter das grosse Gipfeldach des Wiwannihorns. Der lange OSO-Grat leitet zum gezackten Stockhorn. Rechts dahinter Breitlauihorn, Jägigrat und Jägihorn. | Stockhorn                                     | 3211     | Wallis 46° 23′ N, 7° 53′ O               |                                   | 74 ↓ Unbenannte Scharte nordwestlich des Gipfels                                 | Lage: Südöstlich des Bietschhorns. Im Nordwestgrat zum Bietschhorn findet sich der Gratgipfel Pt. 3205 m (SH ca. 25). |                 |
| Blick vom Hockenhorn nach NO. Im Mittelgrund links Tschingelhorn, rechts Lauterbrunner Breithorn. Der auf den Betrachter zulaufende Grat im Vordergrund trägt (nur in der Vergrösserung gut zu erkennen) von hinten links nach vorne rechts die Gipfel Birghorn Pt. 3243, Birghorn Pt. 3230, Elwertätsch und direkt darunter das Sackhorn (mit Gestänge). | Elwertätsch                                   | 3208     | Bern, Wallis 46° 27′ N, 7° 47′ O         |                                   | 40 ↓ Scharte zum Birghorn                                                        | |                 |
| Im Vordergrund von links Schinhorn, dann, im niedrigeren Bereich des Grates, Beichgrat Pt. 3294 m, Beichgrat Pt. 3225 m und Beichspitze. Weiter rechts Lonzahörner und Lötschentaler Breithorn. Im Hintergrund über dem Beichgrat Sattelhorn und Geisshorn, rechts davon die beiden Rotstockgipfel und das Grosse Fusshorn. | Beichspitze                                   | 3205     | Wallis 46° 26′ N, 7° 55′ O               |                                   | 60 ca. ↓ Unvermessene Scharte unmittelbar südwestlich des Gipfels                | |                 |
| Im Mittelgrund von links: Grisighorn Pt. 3177 (Schultergipfel) und Pt. 3205 (höchster Punkt). Nach der ersten Scharte die nördliche Gratschneide des Grisighorns, dann der Grisigpass. Der nächste markante Gipfel ist das Gänderhorn, dann folgt der Südgratgipfel Pt. 3310 des Unnerbächhorns. Weiter rechts im Hintergrund das Bietschhorn. | Grisighorn                                    | 3205     | Wallis 46° 23′ N, 7° 56′ O               |                                   | 31 ↓ Grisigpass                                                                  | Lage: Südlich des Unnerbächhorns. Das Gipfelkreuz steht auf dem Südgipfel (3177 m). Im Norden gibt es eine scharf abgesetzte, 350 m lange Gratschneide bis zum Grisigpass, die etwa die gleiche Höhe erreicht wie der Hauptgipfel. |                 |
| Vorne links der Hinder Tierberg mit seinem nach unten ziehenden Nordgrat. Der Westgrat zieht nach rechts zum Scheuchzerhorn. Weiter rechts und höher von links Oberaarhorn, Altmann und Studerhorn, über diesem das Grosse Wannenhorn und das Schönbühlhorn. Links vom Oberaarhorn das Oberaarrothorn vor den Galmihörnern und dem Wasenhorn. | Hinder Tierberg                               | 3204     | Bern 46° 33′ N, 8° 13′ O                 |                                   | 132 ↓ Scheuchzerjoch                                                             | Lage: Zwischen Oberaar- und Unteraargletscher. |                 |
| Blick vom Hockenhorn nach NO. Im Mittelgrund links Tschingelhorn, rechts Lauterbrunner Breithorn. Der auf den Betrachter zulaufende Grat im Vordergrund trägt (nur in der Vergrösserung gut zu erkennen) von hinten links nach vorne rechts die Gipfel Birghorn Pt. 3243, Birghorn Pt. 3230, Elwertätsch und direkt darunter das Sackhorn (mit Gestänge). | Sackhorn                                      | 3204     | Bern, Wallis 46° 26′ N, 7° 46′ O         |                                   | 112 ↓ Tennbachlücke                                                              | Der Nordostgipfel ist 3158 m hoch (SH ca. 55). |                 |
| Von links: Gredetschlicka (am Bildrand, dahinter ein Zipfel des Unnerbächhorn-Südgrats), Grüebhorn, Grüebhorn-Südgipfel Pt. 3126, der relativ waagerechte Grat des Herdhorns und das Strahlhorn. | Strahlhorn                                    | 3201     | Wallis 46° 23′ N, 7° 54′ O               |                                   | 213 ↓ Gredetschlicka                                                             | Zwischen Gredetschhorli im Norden und Apjuhorn im Süden gelegen. Unter den drei Strahlhörnern dieser Liste der einzige bedeutende Gipfel. Nebengipfel: Lägundegrat (= Südgrat), Nordgipfel (3025 m/SH ca. 40). | Datei hochladen |
| Oben mittig-links das Wilerhorn. Leicht rechts der Mitte das bis knapp unter die Gipfelfelsen vergletscherte Gletscherhorn. Rechts darunter das Jolihorn mit Firnfeld unter dem Gipfel. Unten die Hogleifa. | Jolihorn                                      | 3201     | Wallis 46° 22′ N, 7° 49′ O               |                                   | 70 ca. ↓ Scharte zum Gletscherhorn                                               | Lage: Südlich des Wilerhorns. |                 |
| Vorne mittig die Tellispitze, rechts der Südostgipfel Pt. 3007 m. Links und rechts dahinter der Grat der Chrindelspitze mit dem Hauptgipfel ganz rechts. Darüber die Burstspitzen. Links anschliessend der lange Grat zum Kleinen und Lauterbrunner Breithorn. Parallel darüber der SSO-Grat des Grosshorns. Über dem Kleinen Breithorn das Mittaghorn, über den Burstspitzen Oberer Anungrat, Anuchnubel und Doppelturm Pt. 3498.                                                                                             | Burstspitzen                                  | 3196     | Wallis 46° 28′ N, 7° 53′ O               |                                   | 33 ↓ Burstsattel                                                                 | Südlich des Lauterbrunner Breithorns. Die Burstspitzen sind im Wesentlichen vier Felszacken südlich des Kleinen Breithorns. Von Nord nach Süd Pt. 3196, Pt. 3174, Pt. 3183 und Pt. 3119, wobei die Schartenhöhen der beiden Letztgenannten grösser sein dürfte als 33 m.                                                                                                 |                 |
| Blick über den Petersgrat von unterhalb des höchsten Punktes aus nach Südwesten zur Gletscherkuppe, dahinter das Balmhorn | Petersgrat, Gletscherkuppe                    | 3195     | Bern/Wallis 46° 28′ N, 7° 49′ O          | 1,5 km → Wilerhorn                | 83 ↓ Birgsattel                                                                  | Der Petersgrat ist von einer mächtigen Gletscherkuppe bedeckt; mit der Schneehöhe kann sich die Lage des höchsten Punktes auf dem langen Firnrücken verändern, und somit schwanken auch die Dominanzfaktoren. |                 |
| Von links Hogleifa, Strahlhorn, Drillinge, das Wannihorn mit seinen zwei Gipfelfelsen und der Blattjigrat | Strahlhorn                                    | 3194     | Wallis 46° 22′ N, 7° 48′ O               |                                   | 40 ca. ↓ Scharte zur Hogleifa                                                    | Südlicher Nebengipfel der Hogleifa. | Datei hochladen |
| Im Vordergrund von links: Tschingelspitz (angeschnitten), Gspaltenhorn, Bütlassen und die Nordschulter Vorderer Bütlassen. Im Mittelgrund Blüemlisalp und Doldenhorn, dahinter Balmhorn und Altels. | Bütlassen                                     | 3194     | Bern 46° 31′ N, 7° 49′ O                 |                                   | 175 ↓ Bütlassasattel                                                             | |                 |
| Kleines Wellhorn und Wellhorn, von Meiringen aus gesehen | Wellhorn                                      | 3191     | Bern 46° 39′ N, 8° 9′ O                  | 1,6 km → Mittelhorn               | 240 ca. ↓ Unvermessene Scharte südlich des Felsens Pt. 2983 m                    | Der am weitesten im Norden gelegene Dreitausender der Berner Alpen. Treffpunkt von vier Gemeindegrenzen. Im Südgrat liegen 5 Türme (von Nord nach Süd): 1. Turm (ca. 3140 m/SH ca. 10); 2. Turm (ca. 3135 m/SH ca. 15); 3. Turm (3126 m/SH ca. 25); 4. Turm (ca. 3090 m/SH ca. 15); 5. Turm (ca. 3080 m/SH. ca. 20).                                                     |                 |
| Von links: Gredetschlicka (am Bildrand, dahinter ein Zipfel des Unnerbächhorn-Südgrats), Grüebhorn, Grüebhorn-Südgipfel Pt. 3126, der relativ waagerechte Grat des Herdhorns und das Strahlhorn. | Grüebhorn                                     | 3191     | Wallis 46° 24′ N, 7° 55′ O               | 0,8 km → Strahlhorn               | 130 ca. ↓ Südliche Scharte zum Herdhorn                                          | Lage: Südlich des Gredetschhorli. Das Grüebhorn besitzt einen ausgeprägten Südgipfel (3126 m/SH ca. 30). |                 |
| Im Vordergrund links am Bildrand der Wilerhorn-Gipfel. Daneben der erste Westgipfel Pt. 3262 m, der zweite Westgipfel und das Chastlerhorn (oberhalb des breiten, felsdurchsetzten Pfeilers). Rechts der Mitte, über dem langen Nordwestgrat, der Gipfel der Hogleifa. | Chastlerhorn                                  | 3186     | Wallis 46° 23′ N, 7° 48′ O               | 0,3 km → Westgrat des Wilerhorns  | 30 ca. ↓ Unbenannte Scharte östlich des Gipfels                                  | Lage: Zwischen Hogleifa und Wilerhorn. |                 |
| Von links Vorderes und Hinteres Galmihorn, Finsteraarhorn und Oberaarhorn. Unterhalb der Galmihörner das Firehorn, und wiederum darunter der Buckel Heji Zwächte, der sich im Bild nicht wirklich abhebt. Fotografiert vom Nufenenpass. | Firehorn                                      | 3182     | Wallis 46° 30′ N, 8° 12′ O               | 0,9 km → Hinteres Galmihorn       | 123 ↓ Firehornlicke                                                              | Südöstlich des Hinteren Galmihorns. Der 150 m östlich des vermessenen Gipfels gelegene, unvermessene Gipfel an der Vereinigung von Nord- und Südostgrat ist nach Bergsteigerangaben noch etwas höher. |                 |
| Im Grat in der oberen Bildmitte von links: Der Nordnordostgrat Pt. 3033 m, der Hauptgipfel des Hiendertelltihorns, der Grosse Diamantstock und der Bächlistock. Weiter rechts und tiefer der doppelgipflige Hienderstock mit dem langen Nordgrat (links). Rechts unter dem Hienderstock die Gipfel des Hubelhorns. Den überfirnte Westgipfel Pt. 3218 m sieht man rechts des Schattens unter dem Hubelhorn-Nordwestgipfel. Unten mittig der Bärglistock.                                                                       | Hiendertelltihorn                             | 3180     | Bern 46° 36′ N, 8° 14′ O                 | 1,3 km → Bächlistock              | 130 ca. ↓ Unbenannte Scharte direkt südlich des Hiendertelltihorns               | Der abgesetzte, 800 m lange Nordnordostgrat erreicht eine Höhe von 3033 m (SH 51). |                 |
| Wildstrubel von Norden. Im Grat oberhalb der Mitte von Links: Pt. 2973 m, Pt. 2993 m, Schwarzhorn. Dann, oberhalb des Lämmerengletschers, Rothorn-Nordostgipfel und Rothorn-Hauptgipfel. Weiter rechts Schneehorn und der Schultergipfel des Kleinen Schneehorns. Der rechts anschliessende Firngrat leitet zum Wildstrubel-Hauptgipfel (nicht im Bild). Links unterhalb des Schwarzhorns der Grossstrubelgipfel mit Firndach rechts und steil abfallendem Ostgrat links.                                                      | Schneehorn                                    | 3180     | Bern/Wallis 46° 23′ N, 7° 33′ O          |                                   | 121 ↓ Schneehorepass                                                             | Gipfel im Wildstrubelmassiv. |                 |
| Ferdenrothorn, aus der Nähe des Lötschenpasses gesehen | Ferdenrothorn                                 | 3179     | Wallis 46° 25′ N, 7° 42′ O               | 1,3 km → Balmhorn                 | 268 ↓ Gitzifurggu                                                                | Auf der Südwestseite über dem Lötschenpass |                 |
| In der Bildmitte das Aletschhorn. Im Grat darunter von links: Hostock Pt. 3279 m (angeschnitten), Hostock Pt. 3227 m und Hostock Pt. 3225 m mit dem langen Südgrat darunter. Darauf folgen Hülsenhorn, der Grataufschwung Pt. 3074 m und schliesslich als Gratabschluss das Sparrhorn. | Hülsenhorn                                    | 3177     | Wallis 46° 24′ N, 7° 58′ O               |                                   | 90 ca. ↓ Scharte zum Hostock                                                     | Der Südostgrat verläuft über die deutlich abgesetzte Graterhebung Pt. 3074 (SH ca. 35) bis zum wenig eigenständigen, aber markanten Gratabschluss des vielbesuchten Aussichtsgipfels Sparrhorn (3020 m). |                 |
| In der Bildmitte Wildhorn und Le Pucé (v. l. n. r.). Der Geltenhorn-Hauptgipfel ist am linken Bildrand zu sehen, rechts daneben der Ostgipfel Pt. 3005 m. | Le Pucé                                       | 3177     | Wallis 46° 21′ N, 7° 22′ O               |                                   | 65 ca. ↓ Nördliche Scharte zum Wildhorn                                          | Alternativer Name: Mont Pucel. Südlicher Nebengipfel des Wildhorns. |                 |
| Die drei ähnlich hohen Gipfel in der rechten Bildmitte sind von links: der Doppelgipfel Gwächta, Ankenbälli und Mättenberg. In der linken Bildhälfte Lauteraarhorn und Schreckhorn, ganz rechts Finsteraarhorn und Agassizhorn. | Gwächta                                       | 3163     | Bern 46° 36′ N, 8° 5′ O                  |                                   | 63 ↓ Gwächtejoch                                                                 | Nordwestlich des Schreckhorns. Durch den schroff abgesetzten Turm (ca. 3160 m/SH ca. 15) westlich des höchsten Punktes erscheint die Gwächta als Doppelgipfel. |                 |
| Der Grosse Diamantstock, vom Bächligletscher aus gesehen | Grosser Diamantstock                          | 3162     | Bern 46° 36′ N, 8° 15′ O                 |                                   | 89 ↓ Obri Bächlilicken                                                           | |                 |
| Im Vordergrund das Hangendgletscherhorn mit seinem markanten Nordwestgipfel (links). Darüber von links: Ritzlihorn, Steinlouwihorn, und (angeschnitten) das Golegghorn. | Steinlouwihorn                                | 3161     | Bern 46° 37′ N, 8° 15′ O                 |                                   | 107 ↓ Ärlenlücke                                                                 | Südlich des Ritzlihorns. Nördlich des Hauptgipfels liegt ein kaum niedrigerer Nebengipfel (3155 m/SH ca. 28). |                 |
| | Kleinhockenhorn                               | 3161     | Bern/Wallis 46° 26′ N, 7° 44′ O          |                                   | 47 ca. ↓ Nordöstlicher Sattel zum Hockenhorn                                     | |                 |
| Von links Hogleifa, Strahlhorn, Drillinge, das Wannihorn mit seinen zwei Gipfelfelsen und der Blattjigrat | Drillinge                                     | 3160     | Wallis 46° 22′ N, 7° 47′ O               |                                   | 55 ca. ↓ Scharte zum Strahlhorn                                                  | Lage: Südlich der Hogleifa. |                 |
| Die drei ähnlich hohen Gipfel in der rechten Bildmitte sind von links: der Doppelgipfel Gwächta, Ankenbälli und Mättenberg. In der linken Bildhälfte Lauteraarhorn und Schreckhorn, ganz rechts Finsteraarhorn und Agassizhorn. | Ankenbälli (Grindelwald)                      | 3160     | Bern 46° 36′ N, 8° 5′ O                  |                                   | 80 ca. ↓ Firnsattel zur Gwächta                                                  | |                 |
| Von rechts im unteren Grat Distelspitz und Distelgrat Pt. 3154, dann der Obere Distelgrat und das Kleine Wannenhorn. Ganz links das Grosse Wannenhorn. Mittig links im Hintergrund das Finsteraarhorn. Rechts im Hintergrund Finsteraarrothorn und, am Bildrand, Altmann. | Unterer Distelgrat                            | 3154     | Wallis 46° 29′ N, 8° 7′ O                |                                   | 60 ca. ↓ Scharte zum oberen Distelgrat                                           | Lage: Südöstlich des Kleinen Wannenhorns. Im Südosten des Grates liegt die auffällige Distelspitz (3071 m/SH ca. 30). |                 |
| Steghorn von Norden | Steghorn                                      | 3147     | Bern/Wallis 46° 25′ N, 7° 35′ O          |                                   | 279 ↓ Strubelegga                                                                | Östlicher Hauptgipfel des Wildstrubelmassivs. |                 |
| Wildstrubel von Norden. Im Grat oberhalb der Mitte von Links: Pt. 2973 m, Pt. 2993 m, Schwarzhorn. Dann, oberhalb des Lämmerengletschers, Rothorn-Nordostgipfel und Rothorn-Hauptgipfel. Weiter rechts Schneehorn und der Schultergipfel des Kleinen Schneehorns. Der rechts anschliessende Firngrat leitet zum Wildstrubel-Hauptgipfel (nicht im Bild). Links unterhalb des Schwarzhorns der Grossstrubelgipfel mit Firndach rechts und steil abfallendem Ostgrat links.                                                      | Kleines Schneehorn                            | 3147     | Bern/Wallis 46° 24′ N, 7° 33′ O          |                                   | 35 ca. ↓ Firnsattel zum Wildstrubel-Hauptgipfel                                  | Im Wildstrubel-Massiv gelegen. Auf der Landeskarte: Chlis Schneehore. |                 |
| Von links: Gredetschlicka (am Bildrand, dahinter ein Zipfel des Unnerbächhorn-Südgrats), Grüebhorn, Grüebhorn-Südgipfel Pt. 3126, der relativ waagerechte Grat des Herdhorns und das Strahlhorn. | Herdhorn                                      | 3146     | Wallis 46° 23′ N, 7° 55′ O               |                                   | 65 ca. ↓ Südliche Scharte zum Strahlhorn                                         | Zwischen Grüebhorn und Strahlhorn. Der Gipfelbereich des Herdhorns besteht aus einem relativ waagerechten, ca. 300 m langen von SW nach NO verlaufenden Gipfelgrat mit einer kleinen Scharte in der Mitte. Der höchste Punkt liegt nordöstlich. |                 |
| | Tossen                                        | 3144     | Bern 46° 39′ N, 8° 10′ O                 |                                   | 109 ↓ Ränfenjoch                                                                 | Traditionelle Schreibweise: Dossen und Dossenhorn; dazu auch Dossenhütte. Der Tossen besitzt zwei signifikante Gipfeldächer, den südlichen Hauptgipfel und den Nordgipfel (3139 m/SH ca. 55). Dem Nordgipfel nördlich vorgelagert ist der durch den Tossensattel abgetrennte südliche Endpunkt des Tossengrates (3032 m/SH 23).                                          |                 |
| Blick vom Sparrhorn: In der Bildmitte das Alpjuhorn, links daneben das Schilthorn. Unter dem Schilthorn von links die beiden Gipfel des Hofathorns Pt. 2844 und Pt. 2872. Rechts und deutlich höher das Grisighorn. Darunter der Pt. 2930 des Hostock-Südgrats. | Alpjuhorn                                     | 3144     | Wallis 46° 22′ N, 7° 55′ O               |                                   | 264 ↓ Unbenannte Scharte nordöstlich des Gipfels                                 | Lage: Im Süden der Nesthorngruppe. Das Alpjuhorn hat einen ausgeprägten Westgipfel (ca. 3105 m/SH ca. 30). | Datei hochladen |
| Im Vordergrund links der Schwarze Mönch. Rechts darüber anschliessend Tschingelgrat, Tschingelspitz und Gspaltenhorn. | Tschingelgrat                                 | 3140     | Bern 46° 31′ N, 7° 51′ O                 |                                   | 60 ca. ↓ Westliche Scharte zum Tschingelspitz                                    | Westlich der Scharte zum Tschingelspitz findet sich ein auffälliger Gipfel mit einer geschätzten Höhe von ebenfalls 3140 m (SH ca. 35), den man vom optischen Eindruck her dem Tschingelgrat zuordnen kann. |                 |
| Im Bild die Vereinigung von Finsteraargletscher (links) und Lauteraargletscher (rechts) zum Unteraargletscher. Études sur les glaciers, par Louis Agassiz, illustrées par Joseph Bettannier. — Planche 14 : Glacier inférieur de l’Aar, partie supérieure, avec la cabane de M. Hugi. | Abschwunghorn                                 | 3134     | Bern 46° 34′ N, 8° 10′ O                 | 0,4 km → Lauteraarrothörner       | 40 ca. ↓ Westliche Scharte zu den Lauteraarrothörnern                            | Als Abschwung wird der Ostgrat des Gipfels bezeichnet, wo sich der Finsteraargletscher und der Lauteraargletscher treffen und zusammen den Unteraargletscher bilden. | Datei hochladen |
| Hinten von links: Finsteraarhorn, Oberaarhorn, die Kette der Grunerhorngipfel und das breite Scheuchzerhorn mit seinem östlichen Gletscher. Links darunter das Löffelhorn. Unterhalb des Oberaarhorns der Pt. 3145 («Roossehörner-Westgipfel») und rechts davon die Roossehörner Pt. 3131 und Pt. 3111. Fotografiert vom Nufenenpass. | Roossehörner                                  | 3131     | Bern/Wallis 46° 31′ N, 8° 13′ O          |                                   | 82 ↓ Roossejoch                                                                  | Der Ostgipfel ist 3111 m hoch (SH zum Pt. 3131 ca. 85). Westlich des Roossejochs liegt der Grataufschwung Pt. 3145 m (SH 37), der optisch den Roossehörnern zuzuordnen ist, auch wenn er in der Prominenzsystematik über das Münsterjoch (3108 m) dem Oberaarrothorn untergeordnet ist.                                                                                  |                 |
| Oben in der Mitte das Mittelhorn, links daneben das Wetterhorn. Folgt man dem Grat, der leicht rechts unterhalb des Mittelhorns endet, rechts abwärts, gelangt man, deutlich tiefer, zum Felsturm Hick. | Hick                                          | 3127     | Bern 46° 38′ N, 8° 7′ O                  |                                   | 51 ↓ Scharte zum Wettersattel                                                    | Felsturm südlich des Wetterhorns. |                 |
| Mittig rechts (von links) erst Nesthorn, dann Lötschentaler Breithorn mit dem Bietschhorn dahinter. Im Grat davor von rechts: Schinhorn, das grosse Felssegel des nördlichen Wysshorns, das an den Firngrat anschliessende Mittlere Wysshorn, dann der Felsgipfel Südliches Wysshorn, gefolgt von den Torberg-Gipfeln. Der lange Ostgrat des Mittleren Wysshorns endet mit dem Distelberg (in der Vergrösserung des Bildes ganz gut zu erkennen. Direkt darüber der kurze Grat des Unteren Torbergs).                          | Distelberg                                    | 3127     | Wallis 46° 26′ N, 7° 58′ O               |                                   | 40 ca. ↓ Scharte zum Mittleren Wysshorn                                          | Lage: Südöstlich des Schinhorns. |                 |
| Links das Bietschhorn. Rechts darunter der Grat des Schafbärgs. Rechts das Wilerhorn mit erstem Westgipfel Pt. 3262 m und zweitem Westgipfel. Links unter dem Wilerhorn der dunkle Felsen des Schwarzbergs. | Schwarzhorn                                   | 3126     | Wallis 46° 23′ N, 7° 49′ O               |                                   | 30 ca. ↓ Scharte nordöstlich des Gipfels                                         | Lage: Nordöstlich des Wilerhorns. Das Schwarzhorn hat noch einen Nordostgipfel (3116 m). |                 |
| Am unteren Bildrand mittig links der Pt. 3425 des Unteren Anungrats. Direkt darüber der Jegichnubel. Wiederum darüber die Burstspitzen, dahinter die Chrindelspitze (im Bild nicht gut zu differenzieren). Links darüber die Tellispitze, wiederum darüber Sackhorn und, ganz links, Hockenhorn. Oben links Balmhorn und Altels, oben rechts Doldenhorn und Lauterbrunner Breithorn. Unter Letzterem der Anuchnubel. In der oberen Bildmitte der Petersgrat.                                                                   | Jegichnubel                                   | 3124     | Wallis 46° 28′ N, 7° 55′ O               |                                   | 115 ↓ Zem Hindri Ligg                                                            | Lage: Südlich des Lauterbrunner Grosshorns. |                 |
| Blick vom Sparrhorn: In der Bildmitte das Alpjuhorn, links daneben das Schilthorn. Unter dem Schilthorn von links die beiden Gipfel des Hofathorns Pt. 2844 und Pt. 2872. Rechts und deutlich höher das Grisighorn. Darunter der Pt. 2930 des Hostock-Südgrats. | Schilthorn                                    | 3122     | Wallis 46° 22′ N, 7° 55′ O               |                                   | 157 ↓ Scharte zum Alpjuhorn                                                      | Südlichster Dreitausender der Nesthorngruppe. |                 |
| Blick vom Sidelhorn: Mittig links der doppelgipflige Hienderstock mit seinem weit nach links ausgreifenden Südgrat. Die Felsspitze rechts und tiefer ist das Chüetriftehorn. Weiter rechts der massive Bächlistock, dann das Brandlammhorn mit Südostgipfel und Hauptgipfel. | Chüetriftehorn                                | 3117     | Bern 46° 35′ N, 8° 14′ O                 |                                   | 50 ca. ↓ Scharte zum Bächlistock                                                 | Lage: Zwischen Bächlistock und Hienderstock nördlich des Unteraargletschers. |                 |
| Von links Hogleifa, Strahlhorn, Drillinge, das Wannihorn mit seinen zwei Gipfelfelsen und der Blattjigrat | Wannihorn                                     | 3116     | Wallis 46° 22′ N, 7° 47′ O               |                                   | 25 ca. ↓ Scharte zu den Drillingen                                               | Doppelgipfel südlich der Hogleifa. Vom Wannihorn zweigt westlich der markante Blattjigrat (3037 m) ab. |                 |
| Im Grat im Vordergrund von rechts: Das Kleine Fiescherhorn, die Firnschulter Pt. 3570 m, der spitze, relativ eigenständige Gipfel Pt. 3344 m und der abgeplattete Felsgipfel Pfaffestecki. Links das Lauteraarhorn, dann das Kleine Lauteraarhorn. Darunter von links das Strahlegghorn Pt. 3461, dessen Südgipfel Pt. 3403 und, rechts des diagonalen Firnhangs, die Schulter Pt. 3380. Anschliessend Nord- und Mittelgipfel der Nassen Strahlegg. Rechts vom Pt. 3344 (im Vordergrund) der Hauptgipfel der Nassen Strahlegg. | Pfaffestecki                                  | 3113     | Bern 46° 34′ N, 8° 5′ O                  |                                   | 60 ↓ Ochsejoch                                                                   | Lage: Nördlich des Ochs. | Datei hochladen |
| Rechts oben das Finsteraarhorn, links darunter das vergletscherte Studerhorn, wiederum rechts darunter das Scheuchzerhorn mit seinem Gipfelhorn über der vergletscherten Ostflanke. Leicht links unter dem Gletscher der Gipfelaufbau des Hinder Tierberg, direkt darunter der stärker verschattete Vorder Tierberg. Die Ostgratschneide Pt. 3072 wiederum links darunter leitet, nun wieder nach rechts, zum Hinder Zinggestock mit Firnfeldern bis in den sonnenbeschienenen Gipfelbereich.                                  | Vorder Tierberg                               | 3111     | Bern 46° 33′ N, 8° 14′ O                 |                                   | 90 ca. ↓ Unbenannte Scharte westlich des Gipfels                                 | Südlich des Unteraargletschers. Die ausgeprägte Ostgratschneide ist 3072 m hoch (SH ca. 30). |                 |
| Mittig links das Brandlammhorn mit (von links) Südostgipfel, Mittelgipfel und Hauptgipfel. Rechts darüber der massive Bächlistock, wiederum darüber der doppelgipflige Hienderstock mit seinem weit nach links ausgreifenden Südgrat. | Brandlammhorn                                 | 3108     | Bern 46° 35′ N, 8° 15′ O                 |                                   | 113 ↓ Fellenberglicken                                                           | Der Gipfelaufbau besteht aus drei markanten Türmen: Dem nordwestlichen Hauptgipfel, dem Mittelgipfel (ca. 3080 m/SH ca. 35) und dem Südostgipfel (3089 m/SH ca. 60). Im Westgrat finden sich die östliche Gratschultern Pt. 3056 m (SH ca. 25) und eine westliche Gratschulter (ca. 3055 m/SH ca. 15).                                                                   |                 |
| Wildstrubel von Norden. Im Grat oberhalb der Mitte von Links: Pt. 2973 m, Pt. 2993 m, Schwarzhorn. Dann, oberhalb des Lämmerengletschers, Rothorn-Nordostgipfel und Rothorn-Hauptgipfel. Weiter rechts Schneehorn und der Schultergipfel des Kleinen Schneehorns. Der rechts anschliessende Firngrat leitet zum Wildstrubel-Hauptgipfel (nicht im Bild). Links unterhalb des Schwarzhorns der Grossstrubelgipfel mit Firndach rechts und steil abfallendem Ostgrat links.                                                      | Schwarzhorn                                   | 3105     | Wallis 46° 23′ N, 7° 35′ O               |                                   | 102 ↓ Rothornlücke                                                               | Gipfel im Wildstrubelmassiv. |                 |
| Die drei ähnlich hohen Gipfel in der rechten Bildmitte sind von links: der Doppelgipfel Gwächta, Ankenbälli und Mättenberg. In der linken Bildhälfte Lauteraarhorn und Schreckhorn, ganz rechts Finsteraarhorn und Agassizhorn. | Mättenberg                                    | 3104     | Bern 46° 37′ N, 8° 5′ O                  |                                   | 50 ca. ↓ Firnsattel zum Ankenbälli                                               | |                 |
| Wildstrubel von Norden. Im Grat oberhalb der Mitte von Links: Pt. 2973 m, Pt. 2993 m, Schwarzhorn. Dann, oberhalb des Lämmerengletschers, Rothorn-Nordostgipfel und Rothorn-Hauptgipfel. Weiter rechts Schneehorn und der Schultergipfel des Kleinen Schneehorns. Der rechts anschliessende Firngrat leitet zum Wildstrubel-Hauptgipfel (nicht im Bild). Links unterhalb des Schwarzhorns der Grossstrubelgipfel mit Firndach rechts und steil abfallendem Ostgrat links.                                                      | Rothorn                                       | 3103     | Wallis 46° 23′ N, 7° 34′ O               |                                   | 86 ↓ Schneejoch                                                                  | Gipfel im Wildstrubelmassiv. Der nordöstlich gelegene Zwillingsgipfel (ca. 3085 m/SH ca. 37) trägt einen Sendemast. |                 |
| Hinten von links: Finsteraarhorn, Oberaarhorn, die Kette der Grunerhorngipfel und das breite Scheuchzerhorn mit seinem östlichen Gletscher. Links darunter das Löffelhorn. Unterhalb des Oberaarhorns der Pt. 3145 («Roossehörner-Westgipfel») und rechts davon die Roossehörner Pt. 3131 und Pt. 3111. Fotografiert vom Nufenenpass. | Löffelhorn                                    | 3096     | Bern/Wallis 46° 32′ N, 8° 14′ O          |                                   | 167 ↓ Talschienpass                                                              | Vom Grimselpass aus gesehen der erste Dreitausender auf dem Aargrat. Der obere Südgipfel ist ca. 3035 m hoch (SH ca. 20). |                 |
| Links oben der unscheinbare Grat des Schwarzhorns. Darunter das Gipfeldreieck des Wilerhorns. Rechts davon das westseitig (links) vergletscherte Gletscherhorn als südöstlicher Eckpfeiler des Joligletschers. Rechts und tiefer das Jolihorn mit dem pilzförmigen Gipfeleisfeld. Rechts ganz unten das Felsdach des Jegihorns, links davon, oberhalb des Firnfelds, der spitze, nördliche Felsturm. | Jegihorn                                      | 3087     | Wallis 46° 22′ N, 7° 49′ O               |                                   | 40 ca. ↓ Scharte nordwestlich des Gipfels                                        | Lage: Südlich des Wilerhorns. Südlich des höchsten Punktes liegt der abgesetzte Gratabschnitt Pt. 3079 m, und nördlich findet sich noch ein spitzer Felsturm. |                 |
| Von links Vorderes und Hinteres Galmihorn, Finsteraarhorn und Oberaarhorn. Unterhalb der Galmihörner das Firehorn, und wiederum darunter der Buckel Heji Zwächte, der sich im Bild nicht wirklich abhebt. Fotografiert vom Nufenenpass. | Heji Zwächte                                  | 3086     | Wallis 46° 30′ N, 8° 13′ O               |                                   | 25 ca. ↓ Scharte zum Firehorn                                                    | |                 |
| Vorne mittig die Tellispitze, rechts der Südostgipfel Pt. 3007 m. Links und rechts dahinter der Grat der Chrindelspitze mit dem Hauptgipfel ganz rechts. Darüber die Burstspitzen. Links anschliessend der lange Grat zum Kleinen und Lauterbrunner Breithorn. Parallel darüber der SSO-Grat des Grosshorns. Über dem Kleinen Breithorn das Mittaghorn, über den Burstspitzen Oberer Anungrat, Anuchnubel und Doppelturm Pt. 3498.                                                                                             | Tellispitze                                   | 3081     | Wallis 46° 27′ N, 7° 49′ O               |                                   | 182 ↓ Scharte zum Petersgrat                                                     | Lage: Südlich des Petersgrates. Der Südostgipfel ist 3007 m hoch (SH ca. 40). |                 |
| Oben links der Mitte das Finsteraarhorn, links darunter das vergletscherte Studerhorn, darunter die Grunerhorngipfel und rechts von diesen das Scheuchzerhorn mit seinem Gipfelhorn über der vergletscherten Ostflanke. Vom Scheuchzerhorn zieht der lange Nordgrat nach rechts zum Escherhorn Pt. 3099 und schliesslich zum Pt. 3078, bevor er steil zum Unteraargletscher abfällt. | Escherhorn (Nordgipfel)                       | 3078     | Bern 46° 33′ N, 8° 12′ O                 | 0,3 km → Scheuchzerhorn           | 55 ca. ↓ Südlich gelegene Scharte                                                | Benannt nach dem Geologen Arnold Escher von der Linth. Der Südgipfel erreicht die Höhe von 3099 m (SH ca. 45/Scharte zum Scheuchzerhorn). |                 |
| Blick vom Sidelhorn: V. r. Ritzlihorn, Steinlouwihorn und Golegghorn mit Hauptgipfel, Scharte (hier nicht so deutlich zu sehen), Gratdach und südwestlichem Grataufschwung. | Golegghorn                                    | 3075     | Bern 46° 37′ N, 8° 15′ O                 |                                   | 104 ↓ Scharte zum Steinlouwihorn                                                 | Südlich des Hauptgipfels, durch eine Scharte abgetrennt, liegt ein ca. 300 m langes Gipfeldach, dessen nördlicher Gipfel ca. 3070 m hoch ist (SH ca. 20). Der südliche Gratabschluss hat eine Höhe von 3063 m. Südwestlich unterhalb findet sich noch ein Grataufschwung (ca. 3015 m/SH ca. 25).                                                                         |                 |
| Mittig links Tieregghorn von Süden mit sich auflösendem Wölkchen. Darüber der Pt. 3532 im Bietschhorn-Südostgrat. Links Bietschhorn, rechts interessante Felsfaltungen im Bereich des Pt. 3293 im Grat zum Stockhorn. | Tieregghorn                                   | 3072     | Wallis 46° 22′ N, 7° 52′ O               |                                   | 85 ca. ↓ Unbenannte Scharte nördlich des Gipfels                                 | Lage: Berg auf dem Südgrat des Bietschhorns. |                 |
| Im Vordergrund von links: Tschingelspitz (angeschnitten), Gspaltenhorn, Bütlassen und die Nordschulter Vorderer Bütlassen. Im Mittelgrund Blüemlisalp und Doldenhorn, dahinter Balmhorn und Altels. | Vorderer Bütlassen                            | 3062     | Bern 46° 32′ N, 7° 49′ O                 |                                   | 30 ca. ↓ Südlicher Sattel zum Bütlassen                                          | Lage: Nördlicher Nebengipfel des Bütlassen. |                 |
| In der Bildmitte Wildhorn und Le Pucé (v. l. n. r.). Der Geltenhorn-Hauptgipfel ist am linken Bildrand zu sehen, rechts daneben der Ostgipfel Pt. 3005 m. | Geltenhorn                                    | 3062     | Bern/Wallis 46° 21′ N, 7° 20′ O          |                                   | 305 ↓ Gältelücke (Col du Brotsé)                                                 | Lage: Unmittelbar westlich des Wildhorns. Es hat zwei deutlich abgesetzte Nebengipfel: den Westgipfel (3051 m/SH ca. 60) und den Ostgipfel (3005 m/SH ca. 35). Der Hauptgipfel besitzt noch einen westlichen Vorgipfel (ca. 3035 m/SH ca. 20). |                 |
| Das Setzehorn ist der zweite Gipfel von oben rechts, mit dem kleinen Firnfeld rechts darunter. Nach links folgt der Grat zum Wasenhorn. Forms part of: Views of Switzerland in the Photochrom print collection.; Title from the Detroit Publishing Co., Catalogue J-foreign section, Detroit, Mich. : Detroit Publishing Company, 1905.; Print no. "1473". | Setzehorn                                     | 3061     | Wallis 46° 29′ N, 8° 10′ O               |                                   | 44 ↓ Unbenannte Scharte nördlich des Gipfels                                     | Lage: Südlich des Wasenhorns. |                 |
| v. l. n. r. Östliches und Westliches Lonzahorn, Lötschentaler Breithorn und Bietschhorn (im Hintergrund). Die Gletscherspitze ist der dunkle Turm rechts unterhalb des Breithorns, rechts des oberen Endes des Dischliggletschers. | Gletscherspitze                               | 3061     | Wallis 46° 25′ N, 7° 53′ O               |                                   | 55 ca. ↓ Scharte zum Lötschentaler Breithorn                                     | Lage: Nebengipfel am Nordhang des Lötschentaler Breithorns. | Datei hochladen |
| Im Vordergrund von rechts: Ferdenrothorn, Majinghorn, der Grat Pt. 2964 m, und, direkt dahinter, Kleines Torrenthorn (links) und Torrenthorn (rechts). | Majinghorn                                    | 3053     | Wallis 46° 23′ N, 7° 41′ O               |                                   | 231 ↓ Ferdenpass                                                                 | Östlich der Majingalp und in der Nähe des Torrenthorns (2997 m) bei Leukerbad. | Datei hochladen |
| Das Lohnermassiv von Nordwesten. Rechts der Vordere Lohner. In der linken Bildhälfte von links nach rechts: Nünihore, Hinterer Lohner, Gratgipfel Pt. 2973, Mittlerer Lohner. | Vorderer Lohner                               | 3048     | Bern 46° 28′ N, 7° 36′ O                 |                                   | 536 ↓ Schedelsgrätli                                                             | Süd- und zugleich Hauptgipfel des Bergstocks Grosser Lohner. Der Pt. 2512 ist nicht der tiefste Punkt des Schedelsgrätli, weshalb der Wert der Schartenhöhe des Grossen Lohners bis zu 20 m höher sein dürfte. | Datei hochladen |
| Mittaghorn. Das Wildhorn ist der auffällige dunkle Felsen im unteren rechten Bildbereich. | Wildhorn (Lauterbrunnen)                      | 3046     | Bern 46° 30′ N, 7° 55′ O                 |                                   | 20 ca. ↓ Scharte zum Mittaghorn                                                  | Nebengipfel auf dem Nordwestgrat des Mittaghorns. | Datei hochladen |
| Der Hinder Zinggestock ist der Gipfel unten rechts am Bildrand. Im Grat nach links oben folgen Vorder und Hinder Tierberg, dann das Scheuchzerhorn mit seiner vergletscherten Ostflanke. Links schliessen die Grunerhorngipfel und das Oberaarhorn an. Darüber das Finsteraarhorn, mittig und weiter hinten der Eiger, rechts Lauteraarhorn und Schreckhorn. | Hinder Zinggestock                            | 3040     | Bern 46° 33′ N, 8° 14′ O                 |                                   | 58 ↓ Zinggenlicken                                                               | Lage: 1,4 km westlich des Vorder Zinggestocks (2921 m); zwischen dem Oberaarsee und dem Unteraargletscher. | Datei hochladen |
| Mittig links das Gipfeldreieck des Löffelhorns oberhalb des Felsdreiecks Pt. 2960. Nach der Scharte rechts unterhalb des Löffelhorns zunächst der sonnenbeschienen östliche Vorgipfel des Talschien, dann Hauptgipfel und, tiefer, Westgratgipfel. Weiter im Grat die Roossehörner und das doppelgipflige Oberaarrothorn mit seiner verschatteten Nordwand. Darüber das Grosse Wannenhorn. | Talschien                                     | 3039     | Bern/Wallis 46° 32′ N, 8° 14′ O          |                                   | 84 ↓ Scharte zum Löffelhorn                                                      | Höchster Gipfel der Blatthörner im Aargrat. Der Westgrat hat eine Höhe von 3006 m (SH ca. 25). | Datei hochladen |
| Im Vordergrund links Tschingelhorn (angeschnitten) und mittig der Grat des Lauterbrunner Wetterhorns. Hinter diesem das Mutthorn. Im Hintergrund links das Doldenhorn und rechts die Blüemlisalp. | Mutthorn                                      | 3037     | Bern 46° 29′ N, 7° 49′ O                 |                                   | 160 ca. ↓ Scharte südlich der Mutthornhütte                                      | Südöstlich des Tschingelpasses. Östlich des mittigen Nordcouloirs liegt der Ostturm (ca. 3030 m/SH ca. 20). | Datei hochladen |
| Blick vom Gipfel des Arpelistocks nach Nordwesten | Arpelistock                                   | 3036     | Bern/Wallis 46° 21′ N, 7° 19′ O          | 0,6 km → Westgrat des Geltenhorns | 66 ca. ↓ Scharte zum Geltenhorn                                                  | Westlich des Geltenhorns. Sowohl der am weitesten im Westen als auch der am weitesten im Süden gelegene Dreitausender der Berner Alpen (im engeren Sinne). Gegen Südwesten durch den Sanetschpass von den Waadtländer Alpen getrennt; 7,5 km Richtung Südwesten bis zum nächsten Dreitausender Oldenhorn (3123 m).                                                       |                 |
| Im Grat von rechts Strahlhorn, Pt. 3050 (aus dieser Perspektive kaum abgesetzt) und die Gratkuppe Pt. 3080. Links oben Kleines und Grosses Wannenhorn. | Strahlhorn                                    | 3027     | Wallis 46° 27′ N, 8° 6′ O                |                                   | 20 ca. ↓ Scharte zum Pt. 3050                                                    | Lage: Südgipfel des Strahlgrats; über dem Märjelensee. Nebengipfel des nördlich gelegenen Pt. 3050 m (SH ca. 45). Achthundert Meter nördlich dieses Punktes findet sich auf dem Strahlgrat die Gratkuppe Pt. 3080 m. | Datei hochladen |
| Mittig rechts (von links) erst Nesthorn, dann Lötschentaler Breithorn mit dem Bietschhorn dahinter. Im Grat davor von rechts: Schinhorn, das grosse Felssegel des nördlichen Wysshorns, das an den Firngrat anschliessende Mittlere Wysshorn, dann der Felsgipfel Südliches Wysshorn, gefolgt von den Torberg-Gipfeln. Der lange Ostgrat des Mittleren Wysshorns endet mit dem Distelberg (in der Vergrösserung des Bildes ganz gut zu erkennen. Direkt darüber der kurze Grat des Unteren Torbergs).                          | Unterer Torberg                               | 3023     | Wallis 46° 26′ N, 7° 57′ O               |                                   | 35 ca. ↓ Scharte unmittelbar nördlich des Gipfels                                | Die Torberge schliessen sich südlich an die Wysshörner an. Die nördlich gelegenen Oberer Torberg (3324 m) und Mittlerer Torberg (3240 m) haben kaum Gipfelcharakter. | Datei hochladen |
| Im unteren Grat von links Wiwannihorn mit seinem markanten Gipfeldach, Chrütighorn, Dübihorn (2983 m), der kurze Grat des Alpjahorns (2986 m) und die wieder höhere Pyramide des Tieregghorns. Darüber das Bietschhorn. Am linken Bildrand der Schafbärg, rechts davon im Hintergrund das Blüemlisalphorn. | Chrütighorn                                   | 3020     | Wallis 46° 21′ N, 7° 51′ O               |                                   | 124 ↓ Scharte südlich des Dübihorns                                              | Lage: Südlich des Bietschhorns. Das Chrütighorn hat auf dem Nordgrat (Dübigrat) zwei ausgeprägte Nebengipfel (2999 m/SH ca. 20 und 2979 m/SH ca. 30). | Datei hochladen |
| Fafleralp mit Chrindelspitze oben rechts. Links der Mitte im Hintergrund die Tellispitze. | Chrindelspitze                                | 3017     | Wallis 46° 27′ N, 7° 51′ O               |                                   | 140 ca. ↓ Scharte zum Üsser-Talgletscher                                         | Vielgipfliger Zackengrat südöstlich unter dem Petersgrat; oberhalb von Fafleralp. Von S nach N: Hauptgipfel; Doppelturm Pt. 2971 m (SH ca. 25); Turm Pt. 2968 m (SH ca. 25); Turm nördlich der Scharte Pt. 2910 m (ca. 2960 m/SH ca. 40); Turm Pt. 2975 m (SH ca. 65); Turm Pt. 2917 m.                                                                                  | Datei hochladen |
| Aletschhorn und Schinhorn. Unten der Doppelgipfel des Tennbachhorns. | Tennbachhorn                                  | 3012     | Wallis 46° 26′ N, 7° 47′ O               |                                   | 158 ↓ Unbenannte Scharte nördlich des Gipfels                                    | Nordwestlich des Lötschentals gelegener Doppelgipfel. Der Nordgipfel ist durch eine markante Scharte (SH ca. 30) vom Hauptgipfel abgetrennt und kaum niedriger als dieser. Im Ostgrat liegen noch zwei ausgeprägte Gratzacken (ca. 2940 m/SH ca. 20 und ca. 2925 m/SH ca. 30).                                                                                           | Datei hochladen |
| Im Grat von rechts unten: Risihorn (2876 m) und Pt. 3935 m (beide sonnenbeschienen). Dann folgt das Täschehorn mit seiner Ostwand rechts vom ausgeprägten Schneesattel (beides im Schatten). Links unmittelbar oberhalb des Schneesattels der Gipfel des Setzehorns (wieder in der Sonne). Aus dieser Perspektive den linken Gratabschluss bildet der mächtige Eckpfeiler des Wasenhorns. Direkt darüber das Vordere Galmihorn, rechts von diesem im Grat die Gipfel Pt. 3236 und Pt. 3174 der Gälmjinihörner.                 | Täschehorn                                    | 3007     | Wallis 46° 28′ N, 8° 10′ O               |                                   | 45 ca. ↓ Unbenannte Scharte nördlich des Gipfels                                 | Lage: Südlich des Wasenhorns. | Datei hochladen |
| Blick vom Gipfel des Rinderhorns. Das Kleine Rinderhorn ist im Bild oben links zu sehen. | Kleines Rinderhorn                            | 3002     | Wallis 46° 26′ N, 7° 39′ O               |                                   | 94 ↓ Rindersattel                                                                | Auf der Landeskarte: Chly Rinderhorn. Nordnordwestlich des Rinderhorns gelegen. |                 |
| Von links Tschingelhorn, Wetterhorn und Chanzel. Im Hintergrund Blüemlisalp und Gspaltenhorn-SSW-Grat. | Chanzel                                       | 3002     | Bern 46° 30′ N, 7° 51′ O                 |                                   | 80 ca. ↓ Scharte unmittelbar südlich des Gipfels                                 | Lage: Nördlich des Tschingelhorns. Manche Fotos legen nahe, dass die Schartenhöhe noch deutlich grösser ist. | Datei hochladen |
| Das Lohnermassiv von Nordwesten. Rechts der Vordere Lohner. In der linken Bildhälfte von links nach rechts: Nünihore, Hinterer Lohner, Gratgipfel Pt. 2973, Mittlerer Lohner. | Mittlerer Lohner                              | 3001     | Bern 46° 28′ N, 7° 37′ O                 |                                   | 154 ↓ Scharte zum Vorderen Loner                                                 | Mittlerer Gipfel des Bergstocks Grosser Lohner; 1 km vom Vorderen Lohner (3048 m) und 0,9 km vom Hinteren Lohnern (2778 m) entfernt. Der Mittlere Lohner besitzt noch einen nordöstlichen Gratgipfel (2973 m/SH ca. 20). |                 |
| Wiwannihorn, Süd- und Ostwand. Oberhalb der Südwand ist ein Teil des Gipfeldachs zu erkennen, und rechts von diesem der Südostgipfel. | Wiwannihorn                                   | 3000     | Wallis 46° 21′ N, 7° 51′ O               | 0,3 km → Chrütighorn              | 149 ↓ Wiwannijoch                                                                | Aus südlicher Perspektive durch das ausladende Gipfeldach über der Südwand ein markanter Gipfel. Der 250 m lange Gipfelgrat von NW (hier liegt der Hauptgipfel) nach SO endet am nicht vermessenen Südostgipfel, der nur wenig niedriger sein dürfte als der Hauptgipfel.                                                                                                |                 |

Die Liste hat 209 Einträge.
Sechs Gipfel der Berner Alpen verfehlen das Kriterium der dreitausend Höhenmeter nur knapp: Trubelstock (2999 m/SH ca. 158); Torrenthorn (2998 m/SH ca. 110); Klein Torrenthorn (2996 m/SH ca. 80); Grosshorn südlich des Wilerhorns (2995 m/SH ca. 140); Mont Bonvin (2995 m/SH ca. 242); Pt. 2993 m östlich des Wildstrubel-Schwarzhorns (SH 88).